# 南斯拉夫社会主义联邦共和国
南斯拉夫社會主義聯邦共和國（塞爾維亞-克羅埃西亞語拉丁字母：），簡稱南斯拉夫（Jugoslavija），是1945年至1992年間存在於巴爾幹半島的社會主義聯邦共和國，領土面積255,804平方公里，西臨亞得里亞海與意大利接壤，北接奧地利和匈牙利，東鄰保加利亞與羅馬尼亞，南界阿爾巴尼亞及希臘。由塞爾維亞、克羅地亞、斯洛文尼亞、波斯尼亞和黑塞哥維那、黑山及馬其頓六個加盟共和國組成，其中塞爾維亞境內設有科索沃與伏伊伏丁那兩個自治省。首都設於貝爾格勒，作為繼承南斯拉夫王國（史稱「第一南斯拉夫」）的政治實體，該國在西方文獻中常被稱為「第二南斯拉夫」。
該國起源於第二次世界大戰期間南斯拉夫戰役後被軸心國瓜分的南斯拉夫王國。1943年11月29日，约瑟普·布罗兹·铁托領導的南斯拉夫共產黨在南斯拉夫反法西斯人民解放委员会第二次會議上宣布成立南斯拉夫民主聯邦（Democratic Federal Yugoslavia），此臨時政權於德黑蘭會議獲同盟國承認為南斯拉夫唯一合法代表。1945年廢除君主制後正式成立「南斯拉夫聯邦人民共和國」，1963年改現國名。作為聯合國創始會員國，該國在1948年蘇南決裂後脫離東方集團，開創「工人自治」經濟模式，並成為不結盟運動主要發起國。
1980年代至1990年代，隨著東歐社会主义國家經濟衰退、民族主義的復活與東歐劇變，南斯拉夫各组成国之間的矛盾逐漸激化。1980年鐵托逝世後，年通脹率於1992年飆升至1,880%，失業率突破20%，經濟危機加劇民族矛盾。1991年最富裕的成員國斯洛文尼亞與克羅地亞率先宣布獨立，引發系列武裝衝突。1992年4月27日聯邦解體後，僅存的塞爾維亞與黑山組成南斯拉夫聯盟共和國，但未被國際社會承認為南斯拉夫法理繼承國。至2006年黑山獨立公投後，前南斯拉夫的領土分裂出北馬其頓、塞爾維亞、波斯尼亞和黑塞哥維那、克羅地亞、斯洛文尼亞、黑山等六個受聯合國會員國。而科索沃（原为隸屬於南斯拉夫塞爾維亞共和國的兩個自治省之一）只得到部分國家承認。

## 歷史

### 南斯拉夫共產黨的興起
南斯拉夫社會主義聯邦共和國的誕生與該國的共產黨有緊密的關係，十九世紀末，曾留學於西歐和俄國的學生、技術工人和藝術家將社會主義思想帶入南斯拉夫，並開始展開政治活動。1917年，俄羅斯帝國爆發了十月革命，鼓舞了塞爾維亞社會民主黨聯合其他社會主義組織:16-18，於1919年4月20日組成了「南斯拉夫社会主义工人党（共产党人）」:502。1920年6月，該組織再改名為「南斯拉夫共產黨」，並加入共產國際，以蘇聯作為效法對象擬定未來國家的政府形式。除了透過正常的集會遊行爭取選票外，共產黨人亦煽動工人罷工、暗殺政府要員等非法活動，並滲透至軍隊與工會之中，南國政府宣佈共產黨非法，並加以鎮壓:16-18，在國王亞歷山大一世於1929年起開始實施個人獨裁後，南共自1929年的3,000名黨員一度降至1932年的200名，受到幾近致命的打擊，一度沈寂下來。然而到了1933年，全歐洲受到了納粹德國對外擴張的威脅，南斯拉夫共產黨而後宣佈放棄派系分別，聯合任何反法西斯組織加以對抗:21，黨活動再度活絡了起來，還曾加入「國際旅」遠征西班牙內戰為其左翼政府作戰。然而在這時候蘇聯領導人約瑟夫·斯大林開始了政治迫害的「大清洗」，數位與莫斯科關係密切的南斯拉夫共產黨的要員都遭到不同程度的處置，有許多人無故失蹤或被處決，共產黨又變回解體的狀態。1937年，斯大林任命約瑟普·布羅茲·鐵托為南斯拉夫共產黨總書記，負責改組其組織，共產黨因此開始復甦:22。
1941年，南斯拉夫王國被德國為首的軸心國軍入侵，國家遭德國、義大利、匈牙利和保加利亞軍隊分別佔領:210-211，政府流亡至倫敦。爾後，南斯拉夫人民開始進行武裝抗戰，是為「南斯拉夫人民解放戰爭」。南斯拉夫開始出現了大量的游擊隊組織，主要為狄托領導的組織—「游擊隊」（後期改名為「南斯拉夫人民解放軍」）與德拉查·米哈伊洛維奇的「切特尼克」。切特尼克雖反軸心國，亦反共產黨，且米哈洛維奇認為冒險反抗軸心軍，不如儲備力量、伺機反擊，另外，它們也對南斯拉夫境內的混亂有所加劇，並以塞爾維亞人的利益優先，不惜採取諸多民族主義的恐怖手段:111，大戰後期更是將槍口轉向狄托的部隊，遂不被西方國家所承認為對抗軸心軍的同盟國，失去大量的支援:30。在四年多的抗戰裡，狄托將大量舊勢力、政治對手肅清:114，建立由共產黨人控制的政府機構，而民族解放軍人數也大幅提昇，至1945年時已有80萬人之眾，軸心軍撤出南斯拉夫後，狄托的共產黨即成為了南斯拉夫當地的最大勢力。
1943年11月29日，狄托於亞伊采的會議上宣佈將游擊活動中建立的政治領導機構——「南斯拉夫反法西斯人民解放委員會」立為臨時政府，並否定了流亡的王室政府，並在會議中決定國家將採取聯邦制:152-155。1944年12月，共產黨與流亡政府簽下《狄托-蘇巴希奇協定》，規定在南斯拉夫上的軸心軍被驅逐後三個月內舉行自由選舉，決定新政府的型態，在此之前先由共產黨管理軍隊、警察、司法和交通:39。然而，本次選舉僅具有象徵性，共產黨不但運用恐怖暴行操縱選舉，還將其政敵扣上「通敵者」之名而相繼除去:507，最終組成的聯合政府裡，共產黨掌握了幾乎全部的重大職位:39。1945年11月29日，國家制憲會議舉行，決議廢除君主制，建立一個獨立共和國，該日也成為南國的國慶日:210-212。1946年1月30日，制憲會議通過憲法，將南斯拉夫定名為「南斯拉夫聯邦人民共和國」（塞爾維亞-克羅埃西亞語拉丁字母：，塞爾維亞-克羅埃西亞語西里爾字母：）:211，由六個共和國——塞爾維亞、斯洛維尼亞、克羅埃西亞、波士尼亞與赫塞哥維納、馬其頓、蒙特內哥羅以及兩個自治省—科索沃與佛伊弗迪納所組成。

### 蘇南決裂，國家戰略的轉捩點
南斯拉夫建國的同時，世界進入了冷戰時期，分成美國資本主義和蘇聯社会主義兩大陣營，南斯拉夫加入了後者，並仿造蘇聯社會建立法律與經濟體制，狄托本人也忠於莫斯科，視西方國家為主要敵人，還曾數次擊落美國飛機。
然而由於蘇聯持續以各種手段榨取南斯拉夫的資源、控制其經濟與干涉外交、史達林無法忍受狄托的自主性，且蘇聯未考量南斯拉夫複雜的背景、僅以其自身經驗而強加不合理的政策於後者:74。蘇聯還視南斯拉夫為紅軍解放的成果，無視南斯拉夫游擊隊長達四年抗戰的犧牲，以其「解放者」身份傲視南國人:107, 109，紅軍甚至在進入南斯拉夫時搶劫和強姦居民。史達林還暗中安插忠於莫斯科而非狄托的間諜:518，使後者深感不被信任，最終轉化為對蘇聯的反感，走上自主的路線。
蘇南兩國關係自1948年起急速惡化，首先是2月10日史達林強逼南斯拉夫代表，該國的外交政策必須先過問蘇聯的意見；接著於2月底無預警地中斷兩國間的貿易條約；三月，蘇聯撤回其於南斯拉夫的顧問團:521，雙方也開始論戰、彼此攻訐、南斯拉夫批評俄國軍官道德水準不如英軍、蘇方則稱南斯拉夫共產黨領袖們具有「托派」色彩，是「有問題的馬克思主義者」。6月28日，史達林設置用於控制東歐共產黨的機關——共產黨情報局發表聲明，指責狄托的錯誤政治路線，並將南斯拉夫自共產党情報局開除，欲掀起南斯拉夫共產黨內鬨、令狄托失勢，但因為該日是歷史上南斯拉夫抵禦外敵統治的一個紀念性日子，反而使南斯拉夫群眾更加抵制蘇聯的沙文主義威脅:112:523。狄托接著在7月21日發表演說，對共產黨情報局的指責反擊和公佈蘇南兩國的往返信件，雖然蘇聯召集了其他東方集團國家予以責備，但最終狄托勝利，其立場穩固，並獲得中央委員會的廣泛支持，更受到南斯拉夫人民的擁護:112。蘇聯與南斯拉夫的決裂為社会主義陣營的首次分裂，對於後者國家政策與東歐影響甚據，南斯拉夫走上了開放式的社會主義體制與外交中庸路線，後者亦被有所鼓動，一定程度上促成後來東歐各國爆發的反蘇運動，以及對「狄托分子」的政治清算:101, 123。
與蘇聯決裂後，南斯拉夫原先以其為樣版所打造的一切社會、政府與經濟制度受到了全面性的衝擊，使南斯拉夫不得不走上了獨立於東方集團的社会主義國家之路，成為其中的一個特例。此後，狄托進行大幅改革，將原有的蘇聯式體制轉化為適合南斯拉夫的模式，其種種政策被統稱作「狄托主義」，本質上即是一種針對蘇聯制社会主義制度的修正:525。改革主要集中於經濟、外交與內政三方面，皆有相當的自由化與彈性。對於黨內異己，南共頗為包容、批評文章可登於黨內刊物即可見得其自由風氣。1950到1960年代初期，南斯拉夫的經濟成長還相當突出。雖然其生活水準始終無法真正趨近於西歐的水平，但是顯然超過其他共產黨所領導的國家。人民的滿意度與內部的安定度，不但能夠維持，甚至還進一步提升；隨之而來的驕傲感也不斷增加，使大部分的南斯拉夫人相信，他們的模式是一種有效的辦法。:119-120。1950年代，南斯拉夫開始尋求外交上的突破而與亞非等地的第三世界國家有所接觸，先是印度及緬甸，之後拓展到埃及跟印尼，1955年與中華人民共和國建交。1956年，狄托與印度總理尼赫魯及埃及總統納瑟三人在布里奧尼島發表聲明，支持不結盟運動，並於1961年在南斯拉夫首都貝爾格萊德召開首次高峰會，使其不論在國內，或是第三世界國家，都越來越受到歡迎。這項運動的成員國不願涉入冷戰，拒絕與美蘇兩大強國結盟，至2007年已有118成員國，涵蓋了聯合國三分之二的成員國，全世界55%的人口居住在這些國家之中:25。
然而南斯拉夫政府從未成功解決過民族問題，狄托為此打出二戰對抗軸心國的口號—「兄弟情與統一」，要求各民族互相尊重與共存，並走中間路線，一方面將反對地方分權、要求強化中央的群體整肅（如1966年，狄托整肅南斯拉夫三号人物亞歷山大·蘭科維奇即為其中一著名示例），另一方面又對任何要求更大自治權、乃演變至分離主義運動的民族採取鐵腕作風鎮壓（如1971年，克羅埃西亞爆發要求更多自治權的「克羅埃西亞之春」事件，也使得克羅埃西亞的領導層遭到整肅）。狄托也為因應情勢修改憲法，增加了各共和國的自主權:18，然而此舉不僅未解決獨立運動的問題，中央權力的下放也一定程度上加速了日後南國的解體。

### 解體危機

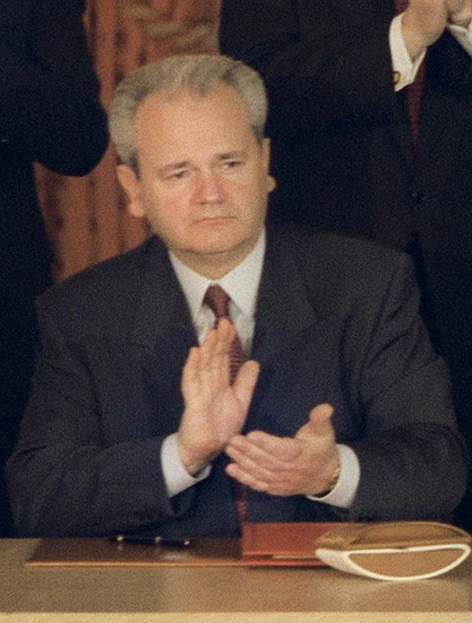
斯洛博丹·米洛塞維奇，「大塞爾維亞主義」代表人物，也是南斯拉夫內戰中人民軍與塞軍的領導人

1980年5月4日，狄托去世，結束其在南斯拉夫長達37年的統治。長期以來，南斯拉夫之所以面對內部存在的大量問題能不致解體，全有賴於狄托的個人魅力、國家面對外敵（特別是蘇聯）所產生的凝聚力與共产黨統治機關，而當狄托去世後，其各種弊端即接連爆發。1980年代起，南斯拉夫同其他東歐社会主義國家一樣面臨到經濟衰退的問題，國內通貨膨脹嚴重、失業率攀升、外債高築（狄托去世時，南斯拉夫已有外債200億美元:112），引起了社會與政治動盪，而南斯拉夫因為先前過度分配了地方權力，使得中央政府變得缺乏決策力，人們傾向分離主義，爭取各自加盟國的權益而不再信任中央的宏觀經濟計劃，使得南斯拉夫經濟一再惡性循環。各民族的領導人也紛紛打出分裂國家、進行激烈改革的旗號，以煽動群眾將現有的不滿轉為對自己的支持:152。
此外，1980年代後期東歐諸國發生了民主化革命，衝擊了南斯拉夫，南共對民眾已失去了以往的凝聚力，迫於1989年宣布放棄一黨專政，各個帶有強烈民族主義色彩的非共政黨開始出現，民族矛盾的問題進而激化，許多以往的仇恨又浮上了檯面，並擴散到其他領域。當狄托去世後，新任的塞爾維亞共和國總統斯洛博丹·米洛舍维奇成為塞族的領導人，強硬地要求於未來重新建立一個強力政府，收回以往被分配到各共和國的權力，重回王國時期，由塞族重攬大權。此主張與其他共和國權益起了衝突，在1990年1月20日南斯拉夫政府召開第十四屆黨特別代表大會、預計將通過「放棄一黨專政」的宣言時，會議演變成塞爾維亞欲強化南斯拉夫聯邦的中央權力與斯洛維尼亞、克羅埃西亞代表希望一個結構更鬆散的聯邦的辯論:162。2月，斯洛維尼亞共產主義者聯盟率先退出了南斯拉夫共產主義者聯盟（南斯拉夫共產黨自1952年起改用的名稱），3月7日時則屏棄國家名稱中的「社會主義」，將政黨多元化，而後共產黨失去了執政權。5月30日，克罗地亚新任總統弗拉尼奧·圖季曼發表聲明，表示南斯拉夫必須成為邦聯制國家或一個鬆散的主權國家聯盟，不然克罗地亚將脫離南斯拉夫而獨立。到此階段，南斯拉夫已變成一國三制的局面，塞尔维亚與黑山堅持一個社會主義聯邦政府、斯洛文尼亚與克罗地亚則要求鬆散的邦聯制，並希望施行資本主義，而波黑、馬其頓則政治情勢不明朗，介於兩極之間:42。
1990年12月23日，斯洛文尼亚舉辦全民公投，期望藉此「民族自決」獲得國際認同，最終有投票數94.6％贊成其獨立:134，並表示未來六個月內與聯邦政府還無法達成協議，斯國將脫離聯邦而獨立:137，克罗地亚也在積極修改憲法來獲得脫離聯邦之權力，兩國也開始準備未來可能與聯邦軍發生的戰爭，整頓共和國自己的軍隊。對於斯洛維尼亞和克羅埃西亞的一意孤行，南斯拉夫聯邦政府警告將動用武力進行干預，塞尔维亚總統的米洛舍维奇也表示不再與斯、克兩國談判，揚言一旦南斯拉夫分裂，塞爾維亞將不再尊重各共和國邊界:127。在協商談判之餘，克國境內的塞克兩族軍隊、警察與平民已出現了數次流血衝突。

### 內戰爆發，聯邦解體

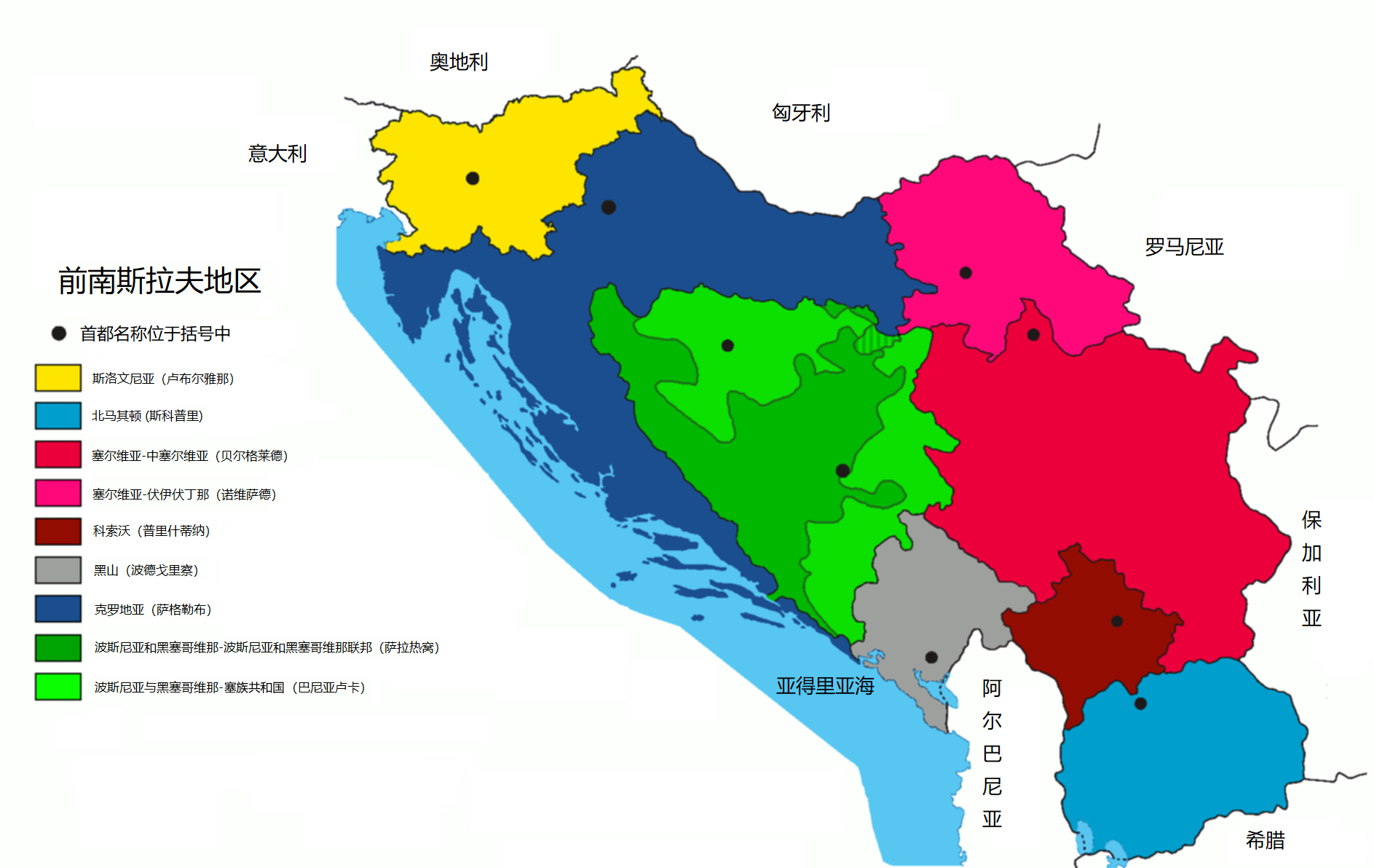
2008年，南斯拉夫解体后独立的诸国地图与首都位置。

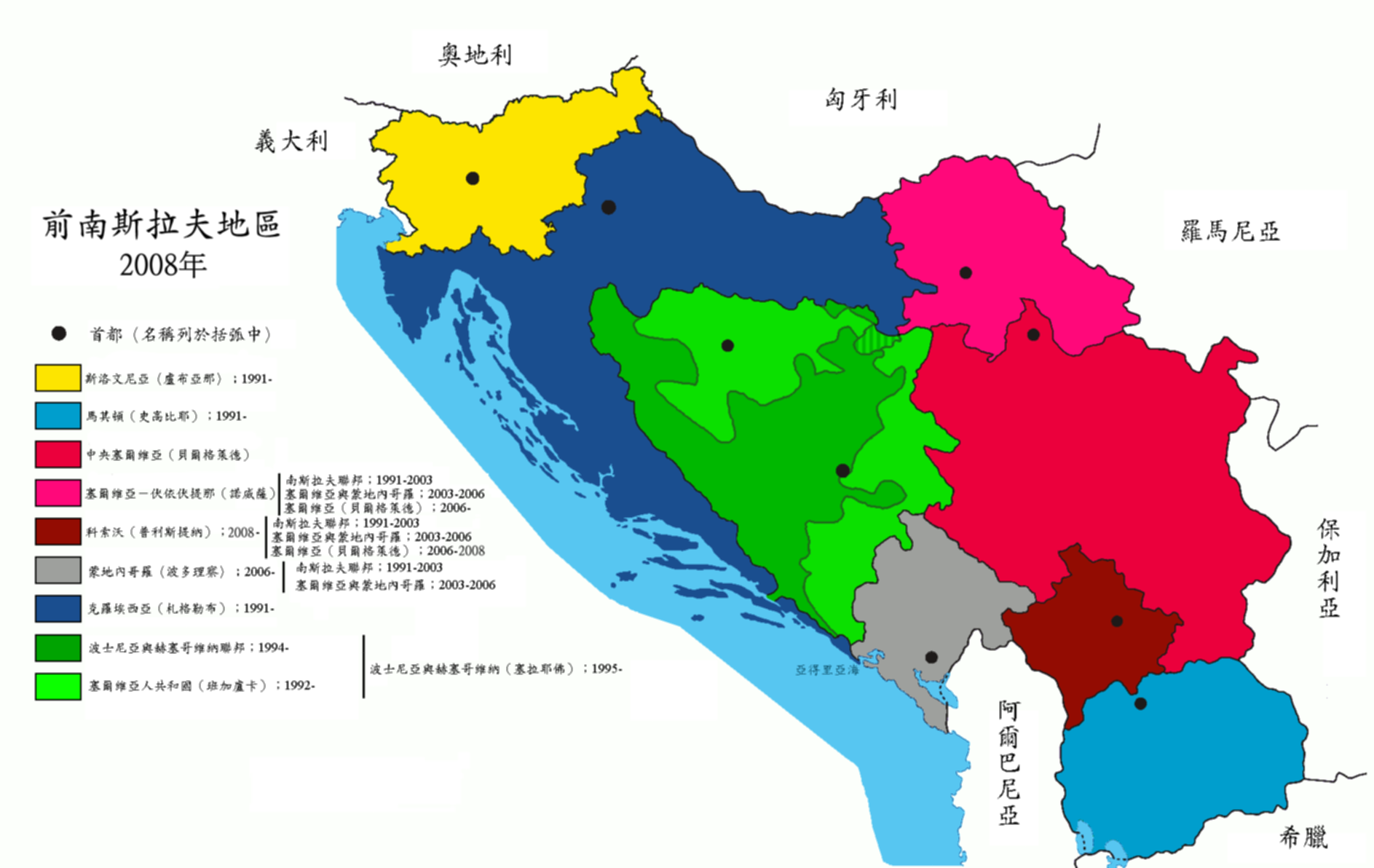
2008年，南斯拉夫解體後獨立的諸國地圖與首都位置。

1991年6月25日，斯洛文尼亚與克罗地亚同時宣佈了獨立，成為一連串南斯拉夫內戰的導火線。斯洛文尼亚立即佔領了其與週邊國家的海關與過境通道、破壞了斯境內的聯邦軍水電供應設備，而南斯拉夫联邦立即宣稱其為非法而無效的獨立行動，並於27日派兵進入斯洛文尼亚。對於當時全歐洲正處於「非共化」的政治改革時期，南斯拉夫的動亂被歐洲共同體視為重建新秩序的障礙，故積極調停戰事。7月7日，交戰雙方簽訂停火協定，結束此「十日戰爭」，斯洛文尼亚已獲得了實質的獨立地位。由於斯洛文尼亚基本上是一個單一民族國家，境內的塞尔维亚族並不多，並無與塞爾維亞欲統一民族的意圖牴觸，故米洛舍維奇對於斯洛文尼亚獨立的既定事實也予以承認:168。然而在克罗地亚方面，米洛舍維奇毫無妥協，雙方關係變得極為緊張，克罗地亚境內的塞族人因為擔憂受到克族人的迫害，宣佈建立了「塞爾維亞克拉伊納共和國」，成了克羅埃西亞的國中國:168。7月25日，「克羅埃西亞戰爭」爆發。與斯洛文尼亚情況不同的是，克境內有為數不少的塞族人，與塞國界相交地區人數更多，這變成大塞爾維亞主義的一項焦點，塞尔维亚欲將塞族人集結起來、驅逐該地的克族人，而克族人亦有著大克羅埃西亞主義，欲將國境內的塞族人加以驅逐，變成一場奪取領土和「淨化民族」的殘酷戰爭:169，最終由克羅埃西亞獲得了勝利，克罗地亚人隨即驅逐了境內的塞爾維亞人，成為單一民族國家。
鑑於斯克兩國已展開獨立，波斯尼亚和黑塞哥维那擔憂南斯拉夫未來缺乏制衡塞尔维亚人的政治勢力，自己的權益將會受到限制，特別是波黑境內的穆克兩族人，更憂心受到塞族的迫害，於是波黑政府也走上了脫離聯邦之路:175。1991年10月，波斯尼亚和黑塞哥维那國會通過了主權宣言，在宣言中暗示將會獨立。塞爾維亞人議員在表决時退場抗議并聲稱這份宣言違法:179。馬其頓方面則同波黑政府，認為若繼續留存於南斯拉夫則極可能受到塞爾維亞的控制，故也展開獨立行動:173。1991年9月8日，馬其頓共和國舉行了獨立公投，其中有95％的投票人贊成馬其頓脫離南斯拉夫社會主義聯邦共和國獨立。11月20日，馬其頓頒布新憲法，正式宣告獨立，由於塞族居民不多，與塞爾維亞利益並未衝突、兩者也想合作解決彼此境內都有阿爾巴尼亞人分離主義的問題、而且美國與歐盟均已積極介入:173，馬其頓因而成為各共和國中罕見的和平獨立國家。12月1日，奧地利、捷克斯洛伐克、匈牙利、義大利、波蘭五國於威尼斯宣佈了「南斯拉夫聯邦已不復存在」。1992年2月15日，南斯拉夫聯邦政府宣佈，塞爾維亞與蒙特內哥羅兩個共和國合併為新的南斯拉夫國家—「南斯拉夫聯盟共和國」（下稱南聯盟），並表示其為原聯邦的繼承國，但因為內戰中負有重大責任、未達歐盟承認之標準，故不被聯合國所接受其繼承地位:172；在1992年9月22日的聯合國大會上，南聯盟被聯合國逐出:46-47。
1992年2月，波斯尼亚和黑塞哥维那舉行了公民投票決定是否自南斯拉夫獨立。穆克兩族大多投票支持獨立，而塞族則抵制這次公投:180。3月，波斯尼亚和黑塞哥维那宣佈獨立。4月，「波士尼亞戰爭」爆發，波赫境內的塞族自行成立了「塞族共和國」，自前者獨立出來，與聯邦軍對抗穆克兩族。波士尼亞戰爭除了涉及民族與宗教因素外，戰爭背後還存在著大國間的角力，美國、俄羅斯與英法德三國歐洲代表各自支持三族陣營，所提出的和平計畫皆有所偏袒而不被全體所接受:193，故一直到1995年10月戰爭才結束。最終，交战各方在1995年12月14日于巴黎签订《岱頓協定》，协议确认波黑維持獨立，由占有49%的塞族共和國與51%的波士尼亞與赫塞哥維納聯邦兩個政治實體所組成。波赫戰爭結束後隔年，塞爾維亞的自治省科索沃也開始了獨立運動，南聯盟也以武力鎮壓，引來了北約的干涉，「科索沃戰爭」爆發。最終南軍放棄其軍事行動，科索沃被轉交給北約管轄。2000年10月，米洛舍維奇下台，由溫和派的沃伊斯拉夫·科什图尼察接任南聯盟總統，南聯盟與歐洲和北約關係開始好轉，並逐漸走向民主化。隨著時間過去，南聯盟中蒙特內哥羅與塞爾維亞之間不平等的問題逐漸符上檯面，導致黑山的分離主義，為加以安撫，南聯盟於2003年捨棄原名，改作「塞爾維亞與蒙特內哥羅」。然而2006年黑山依然舉辦了獨立公投，獨立派以些微差距獲勝，蒙特內哥羅因而於2006年6月3日宣佈獨立。兩年後，科索沃亦宣佈獨立，塞尔维亚則表示永遠不會認同科索沃獨立，宣佈未來將以談判的方式加以推翻，絕不會施以軍事行動，科索沃的獨立地位亦不為俄羅斯、中华人民共和国、西班牙等國家所承認。

## 地理與行政區劃

南斯拉夫三種時期的領土：上為南斯拉夫王國、中為南斯拉夫社會主義聯邦共和國、下為南斯拉夫聯盟共和國。

南斯拉夫聯邦大部分領土承襲南斯拉夫王國，位於歐洲東南部的巴爾幹半島上，為該區最大的國家，北與奧地利、匈牙利相鄰，東與保加利亞、西北與義大利接壤，西部面臨亞得里亞海，南方與阿爾巴尼亞以及希臘相接，國界長為2,969公里、面積為255,804平方公里:161，首都設為貝爾格勒。南聯邦約有三分之二的領土為山區和高原地形，境内中部和南部多山地，狄那里克阿尔卑斯山脉、巴尔干山脉、罗多彼山脉在此汇合，狄那里克山脉為南國最高者，列為歐洲第三高的山脈。南國北部属多瑙河中游平原、土壤肥沃，主要河流為多瑙河及其支流萨瓦河、蒂萨河與摩拉瓦河。氣候受地勢影響而分作地中海型氣候與大陸型氣候，前者主要於西部平原，後者主要在山區。南斯拉夫南部還有著地質斷層，偶爾會有地震發生，災情較大者如1963年的斯科普里地震，共造成超過1,000人死亡。
南聯邦存有不少的領土問題。1948年蘇南決裂之前，南斯拉夫奉行親蘇政策，在對外關係上亦同蘇聯展開侵略性的擴張，最初為與義大利發生爭執的威尼斯朱利亞地區、與奧地利有卡林西亞一地主權的爭議（後於1955年獲得解決:111）、之後還欲吞併整個阿爾巴尼亞、以及朝保加利亞與屬於希臘的馬其頓地區擴張:42。其中最大的問題為的里雅斯特（或又稱作「的港」）的主權。二戰時期的1943年9月，「南斯拉夫聯邦民族解放反法西斯會議」宣佈的港與威尼斯朱利亚屬於南斯拉夫，但不為西方盟軍所接受:305。1945年春季德軍撤退後，南斯拉夫民族解放軍與盟軍近乎同時進入該市，局勢甚為緊張。最終的港被劃為AB兩區，前者擁有86平方公里和29萬7千人的居民，由英美管理，後者則有199平方公里，人口僅有7萬人，劃給南斯拉夫:46。南斯拉夫固然大力反對，並認為蘇聯會為南斯拉夫爭取更為合理的條件，但蘇聯歷經完大戰，不欲僅為一個城市就和西方決裂，而贊成西方國家的決定，南斯拉夫最終懷著相當的不滿於1947年簽署了對義大利的和約:312。的港問題中蘇聯與南斯拉夫的利益有所衝突，甚至將後者犧牲，從而使南斯拉夫耿耿於懷，為後來蘇南決裂的另一項重要因素:48。
國家結構上，鑑於南斯拉夫為多民族國家，狄托將國家設為聯邦制，由六個共和國、一個自治省和一個自治區所組成，分別為：斯洛維尼亞社會主義共和國、克羅埃西亞社會主義共和國、波士尼亞與赫塞哥維納社會主義共和國、蒙特內哥羅社會主義共和國、馬其頓社會主義共和國、塞爾維亞社會主義共和國，為了維持各共和國的均勢，狄托修正以往南斯拉夫王國時代佔有大量領土的塞爾維亞，將其共和國領土額外再規劃由少數马扎尔人居住的「佛伊弗迪納自治省」與有少數阿爾巴尼亞人居住的「科索沃和梅托希亚自治區」（後於1963年將其升格為「科索沃和梅托希亚社會主義自治省」，1974年時又改為「科索沃社會主義自治省」）:509。下為各共和國基本資料：
| 斯洛維尼亞 社會主義共和國 克羅埃西亞 社會主義共和國 波士尼亞與赫塞哥維納 社會主義共和國 蒙特內哥羅 社會主義 共和國 馬其頓 社會主義 共和國 塞爾維亞 社會主義共和國 佛伊弗迪納 社會主義 自治省 科索沃 社會主義 自治省 | 各加盟共和國與自治省               | 国旗 | 国徽 | 首都與首府 | 面積（平方公里） | 人口數（1988年） |
| --- | ---------------------------------- | ---- | ---- | ---------- | ---------------- | ---------------- |
| 斯洛維尼亞 社會主義共和國 克羅埃西亞 社會主義共和國 波士尼亞與赫塞哥維納 社會主義共和國 蒙特內哥羅 社會主義 共和國 馬其頓 社會主義 共和國 塞爾維亞 社會主義共和國 佛伊弗迪納 社會主義 自治省 科索沃 社會主義 自治省 | 斯洛文尼亚社会主义共和国           |      |      | 卢布尔雅那 | 20,251           | 1,900,000        |
| 斯洛維尼亞 社會主義共和國 克羅埃西亞 社會主義共和國 波士尼亞與赫塞哥維納 社會主義共和國 蒙特內哥羅 社會主義 共和國 馬其頓 社會主義 共和國 塞爾維亞 社會主義共和國 佛伊弗迪納 社會主義 自治省 科索沃 社會主義 自治省 | 克羅埃西亞社會主義共和國           |      |      | 札格雷布   | 56,538           | 4,700,000        |
| 斯洛維尼亞 社會主義共和國 克羅埃西亞 社會主義共和國 波士尼亞與赫塞哥維納 社會主義共和國 蒙特內哥羅 社會主義 共和國 馬其頓 社會主義 共和國 塞爾維亞 社會主義共和國 佛伊弗迪納 社會主義 自治省 科索沃 社會主義 自治省 | 波斯尼亞和黑塞哥維那社會主義共和國 |      |      | 塞拉耶佛   | 51,129           | 4,400,000        |
| 斯洛維尼亞 社會主義共和國 克羅埃西亞 社會主義共和國 波士尼亞與赫塞哥維納 社會主義共和國 蒙特內哥羅 社會主義 共和國 馬其頓 社會主義 共和國 塞爾維亞 社會主義共和國 佛伊弗迪納 社會主義 自治省 科索沃 社會主義 自治省 | 蒙特內哥羅社會主義共和國           |      |      | 狄托格勒   | 13,812           | 633,000          |
| 斯洛維尼亞 社會主義共和國 克羅埃西亞 社會主義共和國 波士尼亞與赫塞哥維納 社會主義共和國 蒙特內哥羅 社會主義 共和國 馬其頓 社會主義 共和國 塞爾維亞 社會主義共和國 佛伊弗迪納 社會主義 自治省 科索沃 社會主義 自治省 | 馬其頓社會主義共和國               |      |      | 斯科普耶   | 25,713           | 2,100,000        |
| 斯洛維尼亞 社會主義共和國 克羅埃西亞 社會主義共和國 波士尼亞與赫塞哥維納 社會主義共和國 蒙特內哥羅 社會主義 共和國 馬其頓 社會主義 共和國 塞爾維亞 社會主義共和國 佛伊弗迪納 社會主義 自治省 科索沃 社會主義 自治省 | 塞爾維亞社會主義共和國             |      |      | 貝爾格勒   | 55,968           | 5,800,000        |
| 斯洛維尼亞 社會主義共和國 克羅埃西亞 社會主義共和國 波士尼亞與赫塞哥維納 社會主義共和國 蒙特內哥羅 社會主義 共和國 馬其頓 社會主義 共和國 塞爾維亞 社會主義共和國 佛伊弗迪納 社會主義 自治省 科索沃 社會主義 自治省 | 佛伊弗迪納社會主義自治省           |      |      | 諾維薩德   | 21,506           | 2,100,000        |
| 斯洛維尼亞 社會主義共和國 克羅埃西亞 社會主義共和國 波士尼亞與赫塞哥維納 社會主義共和國 蒙特內哥羅 社會主義 共和國 馬其頓 社會主義 共和國 塞爾維亞 社會主義共和國 佛伊弗迪納 社會主義 自治省 科索沃 社會主義 自治省 | 科索沃社会主义自治省               |      |      | 普里斯提納 | 10,887           | 1,900,000        |
| 斯洛維尼亞 社會主義共和國 克羅埃西亞 社會主義共和國 波士尼亞與赫塞哥維納 社會主義共和國 蒙特內哥羅 社會主義 共和國 馬其頓 社會主義 共和國 塞爾維亞 社會主義共和國 佛伊弗迪納 社會主義 自治省 科索沃 社會主義 自治省 | 資料來源：:162-166                 |      |      |            |                  |                  |

## 政府

### 中央集權

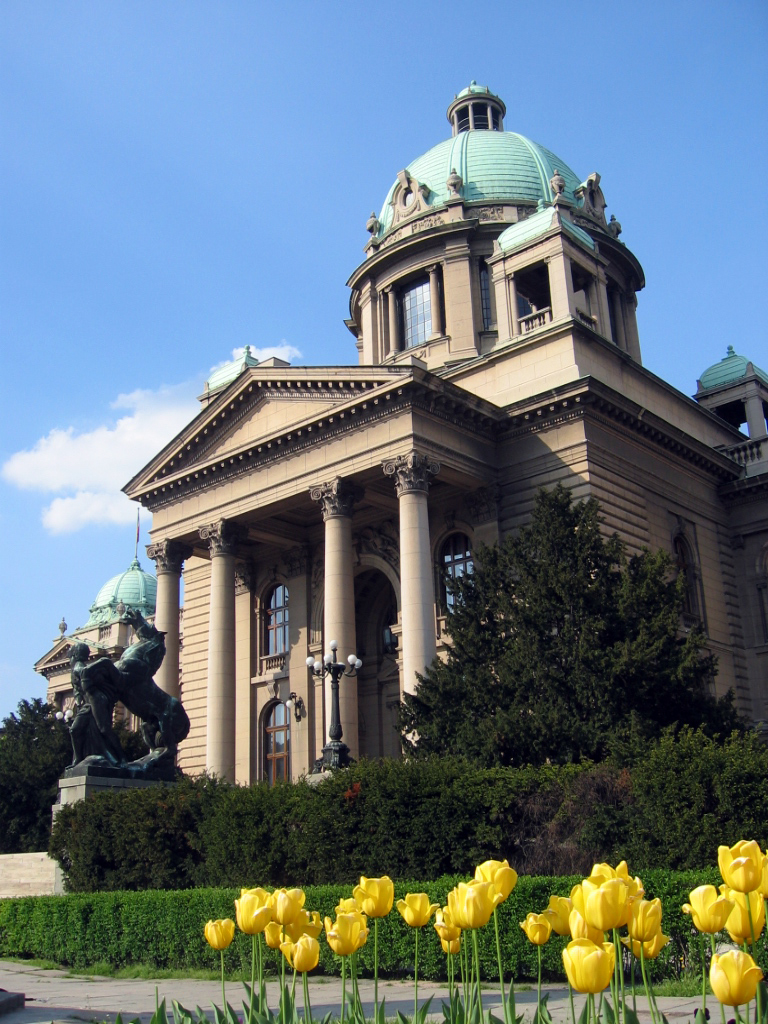
舊南斯拉夫聯邦議會大樓

南斯拉夫建國後，狄托考量國家民族組成複雜、歷史仇恨的因素，為降低彼此的隔閡，決定將南國建為聯邦制，有別於其他東歐社会主义國家的單一共和國。南斯拉夫第一部憲法為1946年1月31日啟用的《南斯拉夫聯邦人民共和國憲法》，其參考1936年蘇聯憲法制定而來，特點是使南斯拉夫為一高度中央集權國家，各共和國雖有自己的政府、憲法和法律，但其權力受到制約，各共和國部會僅為聯邦政府的下層機構。南斯拉夫的最高權力機關為「聯邦人民議會」，其由制憲議會的反法西斯人民委員會改組而來，相當於蘇聯的「最高蘇維埃」。聯邦人民議會擁有立法與行政兩大權力，由「聯邦院」與「民族院」兩院組成，另外還有「主席團」。聯邦院代表經由普選產生，每五萬人選出一代表，共有348席。民族院則自各共和國、自治區與自治省中選出，各自代表為30人、20人和15人，共215人，議員任期為4年。主席團則由兩院聯席會議選出，負責於議會休會時行使其權力，還另外握有司法審查與任命人事的權力，主席團人數為30人內，設有主席一人與副主席六人，前者地位同一般國家的總統，但無實權。南斯拉夫內閣的各部會也同蘇聯區分為「聯邦部」與「共和部」兩種，前者負責掌控全國性的外交、國防、交通、貿易等事務，後者則管理各共和國的財政、勞動、內政與司法等，還設有企劃、教育、宗教、科學藝術文化等各委員會:508-510。
1946年制的憲法規定無論共和國彼此人口與經濟地位，代表人數皆相同，因此可視為南聯邦以齊頭式平等的權力保障與聯邦制政體來解決民族問題的選擇。然而這種強硬要求各共和國服膺中央領導、犧牲某些民族來滿足另一民族需求的體制引起各共和國的不滿，累積對排斥中央決議的地方主義。蘇南決裂後，狄托也認知到未充分考量南國國情、僅全盤移植蘇聯式政體是一個錯誤，便開始籌備修改憲法的工作:117。

### 「國家消亡論」的轉型

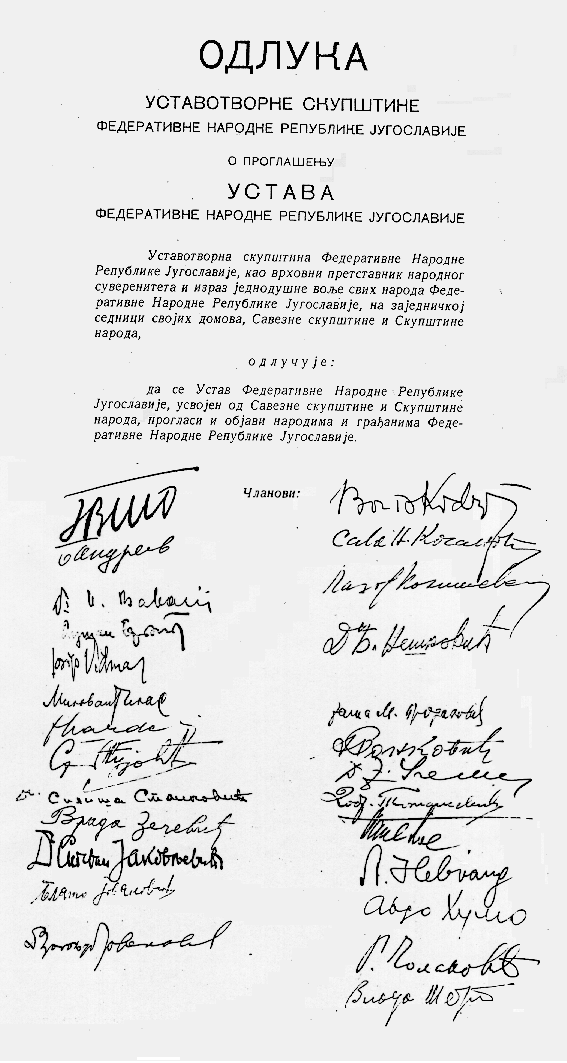
1946年联邦成立时的宪法草案

南斯拉夫理論家反覆研究馬列主義，並指望從中找到不同於蘇聯體制的道路。南斯拉夫理論家卡達爾取材於前者的「國家消亡論」，以將政府干涉人民的能力降低為重點，開始在憲法上修改國家體制。首先，消除蘇聯式中央獨裁的體制，證明南斯拉夫政府是一個由各個欲將國家領至民主社會、在意識形態上有所關聯的共產黨人團體，狄托將原有的南联邦執政黨—南斯拉夫共產黨改名為「南斯拉夫共產主義者聯盟」，施行黨政分離，黨不能指導經濟、國家和社會生活，只能作為對群眾進行意識形態和政治相關的工作。1953年1月13日，南联邦人民議會通過了由莫萨·皮雅杰為首的制憲議會擬定的第115條新憲章，題名為《关于南斯拉夫联邦人民共和国社会制度和政治制度的基础和联邦权力机关的宪法性文件》:116-117，為原1946年制憲法的補充，或又被稱作「1953年制憲法」。
1953年制憲法規定其權力分給共和國和自治區政府，並各自成立機構行使相關職務，如教育、文化和衛生服務。中央則將國家直接統治機構精簡化、時行省、縣、區完全自治、廢除民族院，其職能併入聯邦院中，並另外設立了「生產者院」，作用同勞工代表委員會，實行工人自治。聯邦院議員選舉方式亦由原來的普選改為一部分由全國人民選出（每6萬人選出一代表），一部分由共和國與自治省選出。由於轉型過於劇烈，共產主義者聯盟內部出現了若干負面現象，如黨員對社會主義的發展喪失責任感、轉為消極、自由民主的小資產階級或無政府主義者的觀點，也因此出現南斯拉夫副總統米洛万·吉拉斯此一持不同政见者，其為消除官僚主義的急進派，欲將南國統治機關轉化為現代化的多黨制政府，袪除南斯拉夫共產黨獨霸政權的局面，因此理論危及南共統治基礎，吉拉斯遂成為狄托所批鬥的對象，最終以「反國家宣傳」為名將其監禁兩次:118、解除其黨內外的一切職務，連帶其「吉拉斯主義」同路人跟著清洗:399。
1963年4月7日，南斯拉夫颁布了第三部憲法—《南斯拉夫社会主义联邦共和国宪法》，將國名自「南斯拉夫联邦人民共和国」改作「南斯拉夫社会主义联邦共和国」，並設置了憲法法院、制訂了憲法監督原則，由該機關維護公民與自治組織的自治權。第259條新憲法也強調國家萎化，其功能逐漸由「社會自治」機構接管之（不包括黨與軍隊），以「社會共同體」和「社會政治共同體」代替國家，強調「社會自治」:138-139（一般指南國1964至1970年時期:394）。聯邦人民議會改名為「聯邦議會」，由聯邦院和民族院組成，前者由各地選出120名代表，後者為各共和國代表10人、自治省5人:138-139。另外還將科索沃升級為同佛伊弗迪納等級的自治省。然而1967年克羅埃西亞與科索沃又爆發大規模民眾示威事件，為解決共和國間的利益衝突、緩和情勢，南國政府更加下放權力給各共和國和自治省。地方政府官員也不再由中央指派，而改由地方選出，連聯邦中央人員也是由地方派代表所組成，使得其只對選區負責，不會去考量整體聯邦之利益，使得各區的地方主義逐漸增長:118。狄托也位促使各區之間的平等，令所有共和國和自治省都具有否決權，任何決議都必須由所有代表皆同意才能通過，這其中以塞爾維亞的處境最為尷尬，佛伊弗迪納與科索沃雖名義上隸屬於塞爾維亞，卻有著否決後者決議的能力，而且還不得干涉前兩者之內政，無異形成了塞爾維亞國中之國的現象:118。

### 過度分權，聯邦解體

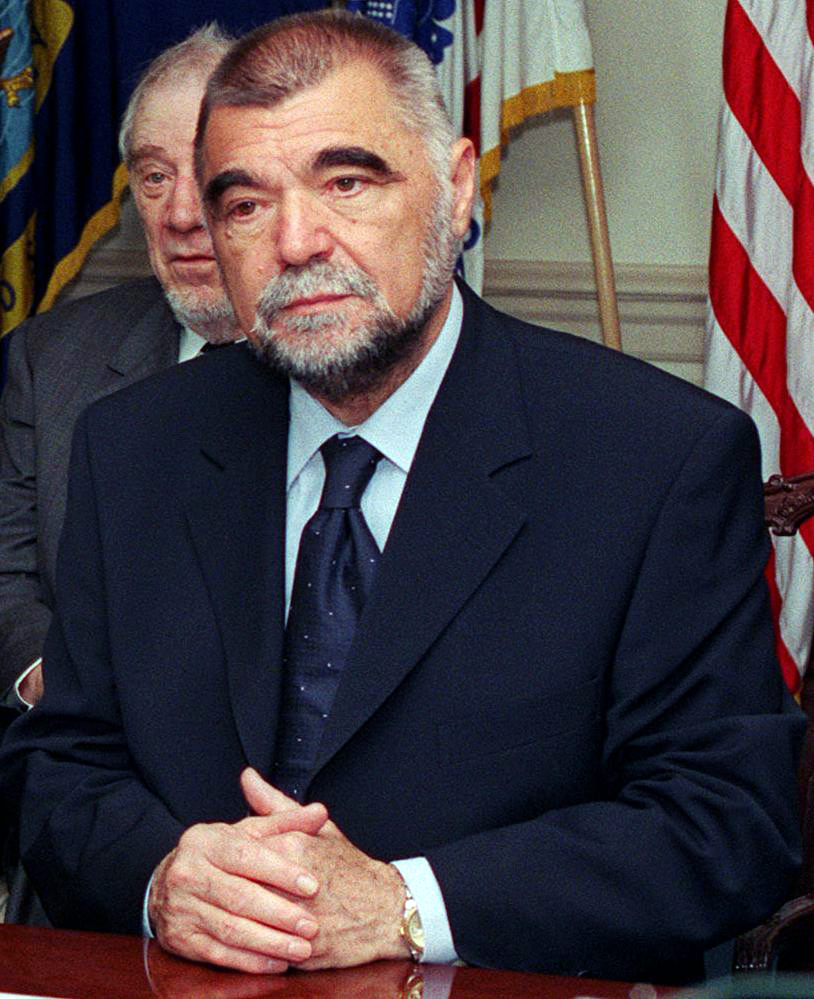
斯捷潘·梅西奇，克羅埃西亞政治領袖，末代聯邦主席團主席

1971年，南斯拉夫再發布憲法修正案，其使共和國及自治省獲得了近乎國家性的主權，使聯邦僅掌握國防、外交、統一的政治經濟體制及對外經濟關係等全國性權力，但這些職能仍然需各共和國和自治省一致同意才能執行，這也使得聯邦中央和各共和國關係不再是上對下的從屬關係，而是平行的協調關係，過度下放權力已令南斯拉夫聯邦逐漸轉為邦聯國家:119。當時已80歲高齡的狄托為了減緩自己去世後造成聯邦中央權力真空的現象，設立了南斯拉夫社會主義聯邦共和國主席團的職務，其由各共和國組成23名委員，用於協調共和國間的爭端。1974年2月21日，南國再發布新憲法:402，再度強化聯邦制度的分權運作，修改內容包括了：一，各種法律文件、社會政治共同體的章程、自治組織的文件必須保證到某些少數民族的語言、文字平等以及其民族性文化，並有決定使用自己語言進行教育的權利:402。二，公民擁有表達其自己民族歸屬的自由，同時也沒有需要表達的義務，任何企圖推行民族不平等或煽動的言論應受嚴懲:102。三，各共和國有權利退出聯邦，這部份後成了分離主義者的法律依據:120，而伏伊伏丁那和科索沃兩個自治省擁有與共和國幾乎同等的權利，但並無退出聯邦的權利。聯邦主席團還被減為9人，由各共和國及自治省各派一名代表，並從中選出一位擔任主席，稱作「聯邦主席團主席」:70-77。除了共產主義者聯盟主席外，所有聯邦主席團委員都擁有否決權，並輪流擔任主席，在狄托過世後，聯邦主席團成為了聯邦的領導集團，主席團主席則為南斯拉夫的國家元首:125。
隨著聯邦走向解體，中央機構的權力逐漸被架空，狄托原指望集團總統制可變成聯邦決策時的共識建立機制，但到了1980年代，它變成了各民族間辯論的論壇，狄托的繼承人也不具備與其相當的影響力，導致總統制最終癱瘓瓦解。1991年5月，以輪流形式決定的主席將由克羅埃西亞人斯捷潘·梅西奇擔任，但卻受到塞爾維亞與其盟友的黑山和兩個自治省所抵制，以四比四票數落選，導致南斯拉夫不存在國家元首將近一個月的時間，一度爆發憲政危機，直到歐洲共同體介入協調，塞爾維亞才不繼續反對，梅西奇因而於7月就任主席。然而，梅西奇雖名義上擁有三軍總司令的指揮權，但卻無法指揮南斯拉夫人民軍，連國防部長韦利科·卡迪耶维奇（塞爾維亞人）也不把他放在眼裡，塞爾維亞還逕自宣佈控制了聯邦主席團，梅西奇因而感到自身權力已遭架空，便於12月辭去聯邦主席職務:123-124，成了末代南斯拉夫聯邦主席。南斯拉夫總理、克羅埃西亞裔波士尼亞人安特·马尔科维奇還繼續試圖維護聯邦的存在，進行諸多改革，如舉辦「南斯拉夫廣播電視」報導公正而不具民族主義的新聞，但後來這遭到各個共和國抵制:28-29。隨著各共和國獨立，马尔科维奇逐漸喪失行政權，該人便於12月辭職:28-29，成為南斯拉夫联邦末任總理。至此，南斯拉夫社會主義聯邦共和國已不存在正當性與合法性:123-124。

## 軍事

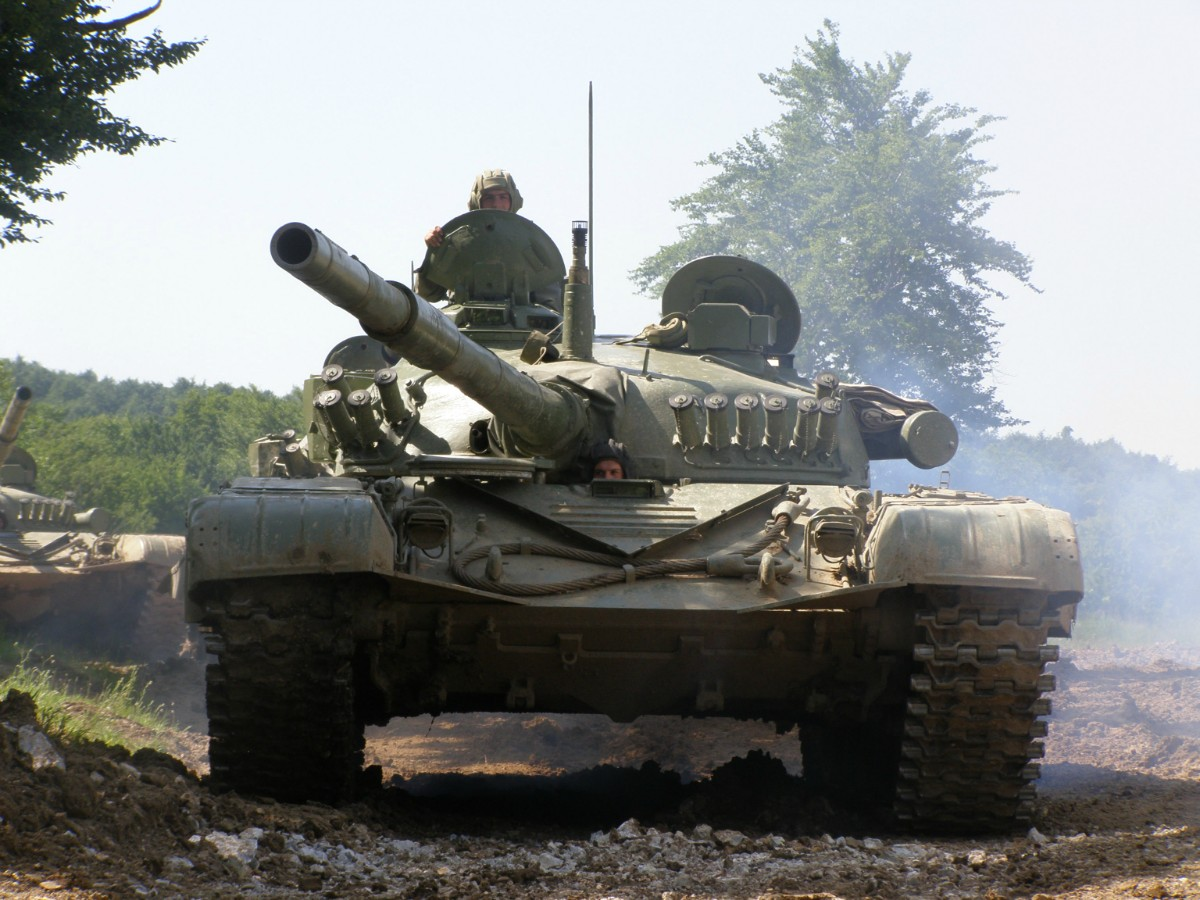
南斯拉夫造的M-84主力戰車。

南斯拉夫社会主义聯邦共和國武裝力量為南斯拉夫人民軍與邊防軍兩大部門，另外還有國安局指揮的民防隊，於戰時可轉調人力至南國武裝力量:17。南斯拉夫人民軍下有陸軍、海軍與空軍三軍種，曾為歐洲第四大的軍隊、歐洲各國陸軍第三大規模的陸軍常備兵力:40。1952年，人民軍成長至50萬人，國防開支佔22％國民生產總值，儘管因為經濟因素其比率之後有所下降，但就當時的世界標準來看仍是相當高。
南斯拉夫人民軍以二次大戰時期的南斯拉夫民族解放軍為基底所組成。戰爭結束時，狄托下令所有超過27歲的士兵復員，將軍隊規模縮編為一半，並按照蘇聯模式組成新軍，在南斯拉夫的觀點中，蘇聯紅軍不僅是最優秀的，更重要的是，它是一支「社會主義的軍隊」:15。1948年蘇南決裂後，南人民軍面臨蘇聯軍事入侵的巨大威脅，此時前者僅為一支游擊戰武力，在人員物資與作戰準備上皆有所不足。這段時間裡，美國為南人民軍事方面的一大助力，不僅直接支付後者600萬美元作為軍事補助金、強化其國防工業外，還供應大量美式裝備，如M4雪曼戰車、M26潘興戰車與許多韓戰時期繳獲的蘇製武器，1951年亦派遣軍事顧問團至南斯拉夫。1951年12月，南斯拉夫民族解放軍更名為「人民軍」:21-22。在史達林於1953年去世、赫魯雪夫上台後，蘇南之間爆發戰爭的可能性大為降低，人民軍的現代化工作即延緩了下來，美軍顧問團亦於1961年撤出。然而在1968年蘇聯武裝入侵捷克斯洛伐克後，南斯拉夫再度面臨前者的威脅，遂緊急對軍隊進行改組與現代化，其中最引人注目的，就是南人民军導入了其新的軍事理論：「全民防禦」，將國家轉化為可動員政府的全部機關與民眾來遂行總體戰的體制，常備軍人數大為減少、各單位訓練更扎實、裝備更佳，在此理論下，南斯拉夫亦編組了邊防軍作為緊急動員兵力之來源，該單位隸屬於各共和國，其地位與人民軍相等。1990年時，人民軍常備軍僅有185,000人，但可自邊防軍動員兵力至超過300萬人。

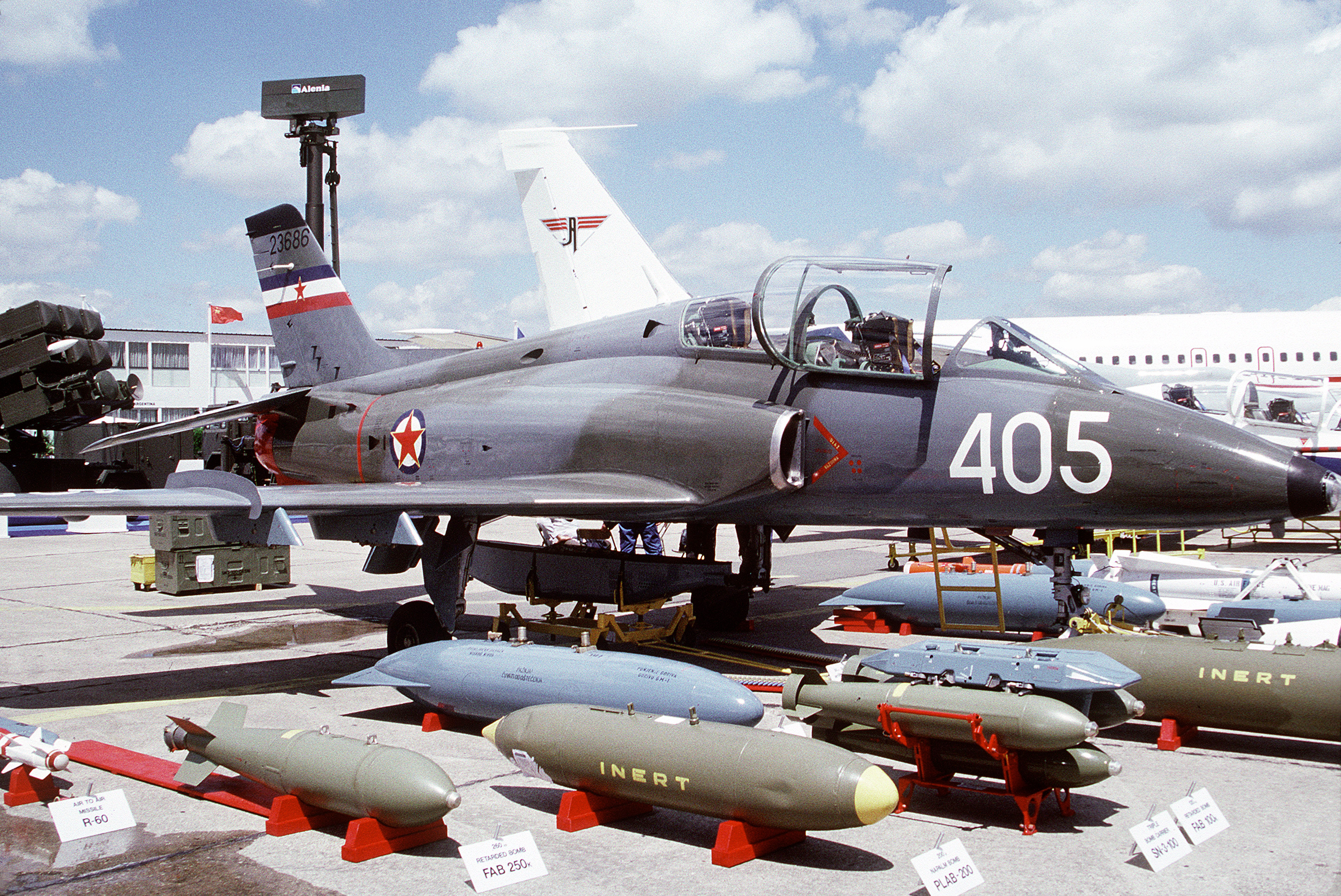
1991年巴黎航空展上，南斯拉夫空軍展示其國產機—G-4超級海鷗式攻擊機。

南人民軍很重視軍備的自給能力，其軍工業頗為發達，仿造了許多蘇式武器，如AK-47、便攜式反戰車火箭筒、多管火箭砲和這些輕武器裝備所需的彈藥都達到了可本國自產的程度，也曾研製了數種教練機、輕型攻擊機與戰鬥機、飛彈快艇、柴油潛艇:41，甚至在1948年至1987年期間開發過核武器，南斯拉夫還曾是世界上最大的地雷生產國之一。然而如T-55、T-72戰車、MiG-29戰鬥機等重型武器，南斯拉夫就相當依賴蘇聯，根據聯合國調查報告指出，1967年和1976年間，蘇聯佔了南斯拉夫武器採購來源93%、波蘭和法國各佔2%、西德和捷克斯洛伐克各佔1%，而美國則不到1%。雖然南斯拉夫的軍事工業複合體很大程度地依賴蘇聯的軍事科技，但另一方面來說，南斯拉夫也是最快和最早使用蘇聯最新式武器的國家，甚至比華約成員國更早獲得:41。
在狄托去世後隔年，南人民軍66.3%的軍官為塞爾維亞和黑山人，1985年時人民軍現役人員有62.99%為塞爾維亞和黑山人，克羅埃西亞和斯洛文尼亞為人民軍軍官配額比率最低的民族，僅佔有15%和5%。此種比例常被視作人民軍站在受塞爾維亞與黑山控制的聯邦中央政府一方的原因，但實際上之所以有此比例乃因基於傳統、而非政治上的理由，內戰爆發前人民軍與其軍官團的整體行為並未敵視聯邦內的單一民族:193-195，其主要目標乃維護聯邦之統一、取得國家經濟上的支持來保全本身的存在，而斯洛維尼亞與克羅埃西亞為削弱中央政府的權力，即將人民軍視為潛在的敵人、不願提供此支持:193-195，共和國接連脫離聯邦也令許多人民軍軍官與士兵改變了效忠對象，舊體制消亡後存留下來的真空逐漸由塞爾維亞對南斯拉夫的想法所填補。因此很大程度上，人民軍倒向塞蒙實因維繫中央集權體制的利益結合，而非軍中受其主宰之故，也可以說幾乎到最後關頭，人民軍才站到塞蒙一邊:193-195、於隨後爆發的內戰中，對抗各共和國以其邊防軍為基底組成的新軍隊:192。

## 外交

### 蘇聯
在1948年前，南斯拉夫同其他東歐社会主义國家相同，不僅政治上以蘇聯為宗主國，經濟上也僅與東方集團的國家往來，而當蘇南決裂時，兩國關係處於緊張狀態，史達林為使狄托屈服，聯合了其他東歐國家對南斯拉夫進行貿易封鎖。史達林於1953年3月5日去世後，蘇南兩國關係即開始解凍。同年4月29日蘇聯即主動表示願意與南斯拉夫恢復正常關係，6月15日，兩國恢復了大使級外交關係:112-113。1955年5月26日，蘇聯新領導人尼基塔·赫魯雪夫與尼古拉·布爾加寧訪問南國，承認蘇聯於先前兩國關係破裂之責任，要求狄托予以諒解，事後發表了《貝爾格勒宣言》，解凍兩國關係，保證兩國間互不干涉內政、主權、領土等問題，亦停止所有不實的指控與宣傳，之後蘇聯還取消了南國一筆九千萬美元的債款，兩國發表《莫斯科宣言》，表示雙方政黨地位之平等，並要繼續保持合作與加強貿易:112-113。
1956年10月，匈牙利因為受到南斯拉夫反蘇聯運動的影響，爆發了反蘇的「匈牙利革命」，匈國總理纳吉·伊姆雷即是親狄托派份子，而蘇聯則以軍事鎮壓作為回應，撲滅了革命。11月11日，狄托於普拉譴責蘇聯的出兵行為與其制度，兩國關係又陷入緊張。由於赫魯雪夫欲向世界昭告蘇聯不再走回史達林主義，不對南國採取貿易和政治上全面封鎖等過激措施，僅與其進行理論的爭辯，兩國仍維持住正常的外交關係，接替伊姆雷的匈國總理卡達爾·亞諾什政權穩固後，狄托亦宣稱蘇聯的干涉實屬「必須」。后来随着中苏交恶与决裂，苏南关系又迅速升温。1968年，捷克爆發了自由化運動—「布拉格之春」事件，蘇聯與華約國家聯合於8月20日發動武裝入侵。9月，蘇聯《真理報》發表了「勃列日涅夫原則」，聲稱社會主義國家的「有限主權論」，表示「為維護社會主義大家庭，其他國家—尤其是蘇聯，有權力也有義務進行干涉，並維護社會主義體制。:59」這項聲明令南斯拉夫與蘇聯關係極度惡化，狄托認為蘇聯再度回到了史達林主義，並恐懼其入侵南國。
南斯拉夫各報指責蘇聯令歐洲陷入緊張的兩極對抗局勢，而後者亦大罵南斯拉夫支持右翼勢力、狄托為反革命愛好者，還派兵集結於羅馬尼亞邊境。狄托與部屬也在這段時間裡往返於中國、羅馬尼亞和西方國家，商討如何防衛蘇軍，美國也表態支持南斯拉夫的獨立。最終蘇聯於1969年發表聲明，勃列日涅夫原則（苏联可以为了安全而武装干涉社会主义大家庭中任何一国的内政）所宣称的范围不包涵南國在內，兩國關係才轉為解凍:60-63，此後狄托也訪蘇確認維持南斯拉夫的獨立，替後者鋪好後路，苏南关系才再度改善。1979年，蘇聯入侵阿富汗，南斯拉夫再度發表聲明譴責。80年代、狄托死亡後十年內，蘇聯與南斯拉夫之間歷經了一段相當平穩的時期，尤其是經濟與政治上形成友好的關係。1991年蘇聯的「八一九事件」發生後，蘇聯武裝入侵西歐和南斯拉夫的威脅就此消失，南斯拉夫因而將外交重心轉為對西方國家的貿易。

### 東歐國家和中華人民共和國

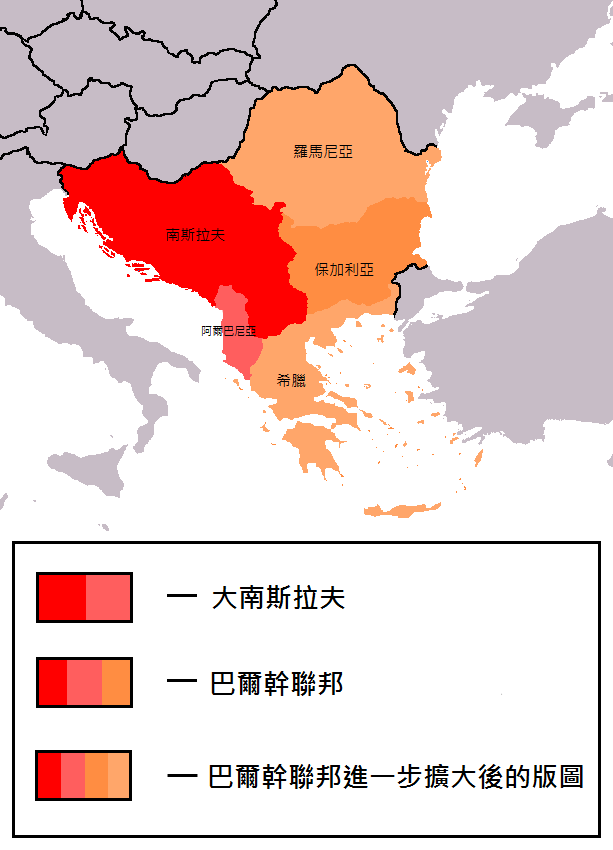
巴爾幹聯邦構想圖，為狄托擴張主義的目標之一，也因而導致南斯拉夫和希臘、蘇聯與保加利亞關係的緊張。

南斯拉夫與東歐國家和中華人民共和國的關係很大程度上取決於其與蘇聯關係的消長。立國之初，南斯拉夫可說是東歐國家的領袖，狄托在东方集團中地位也僅次於史達林。狄托有著擴張其勢力的野心，欲先將巴爾幹國家組成聯邦，後再聯合全東歐國家組成邦聯，並皆由自己擔任領袖:514-515。狄托亦於1947年走訪東歐各國，受到熱烈歡迎，地位已同東歐領袖:514-515。
在這些國家中，南斯拉夫與保加利亞和阿爾巴尼亞兩國最為親近。狄托曾提出將馬其頓地區擴張，包括吞併希臘北部、阿尔巴尼亚和保加利亞西部，並將這個擴張後的馬其頓併入南斯拉夫中:548，保國領導人格奥尔基·季米特洛夫雖然自1944年就曾與狄托熱切討論將南斯拉夫與保加利亞合併為聯邦，還提出將羅馬尼亞拉入聯邦的想法:514-515，但戰後進行實質商討時，保加利亞又不同意將其與馬其頓比鄰的地區割給南联邦的馬其頓社会主义共和国，亦不願成為南联邦之下的一個共和国:98-99。之所以如此轉變，原因在於蘇聯的設計，其鼓勵南共政治領袖愛德華·卡達爾促成南保聯邦、吞併阿尔巴尼亚，使南斯拉夫內部於大戰中培養出的民族團結受到破壞，而狄托也察覺到保加利亚完全為蘇聯之附庸，故暫且將南保聯邦的想法屏棄，僅簽訂友好與互助協定:98-99。阿爾巴尼亞情況較為特殊，阿共即由南共自1941年起培植壯大、重要領導人恩維爾·霍查與穆罕默德·谢胡皆聽命於狄托:514-515，南斯拉夫亦採取合營企業等手段控制其經濟，因此很大程度上，阿爾巴尼亞為後者的附庸國:548。蘇聯也在阿爾巴尼亞派遣多名特務，宣傳南斯拉夫的政治野心，挑撥兩國的對立:98-99。
1948年，南斯拉夫與蘇聯公開決裂後，很長的時間裡除了外交自主性高的羅馬尼亞與執行自由化改革的捷克斯洛伐克亚历山大·杜布切克政權外，先前與南斯拉夫交好的各鄰國皆轉為敵人，保加利亚共产党總書記托多尔·日夫科夫發表聲明，斥責狄托為英美之間諜:28，之後也一直在馬其頓的問題上與南斯拉夫有所糾紛。由狄托一手栽培、已為阿尔巴尼亚領導人的霍查亦在當時宣佈支持莫斯科、抨擊南國修正主義、爭取此機會擺脫南國之控制:126-127，另外由於南斯拉夫科索沃地區有約100萬的阿爾巴尼亞人，霍查便聲稱阿尔巴尼亚於此地有主權，兩國一直在這方面有所糾紛，並多次爆發邊界衝突:23。在赫魯雪夫與狄托和解後，阿尔巴尼亚為尋求盟友而倒向中華人民共和國（下簡稱中國），與蘇聯斷交。阿尔巴尼亚出於對蘇聯的恐懼，又修補與南斯拉夫之關係，於1971年2月恢復外交，但領土、意識形態和民族相關的問題仍常為兩國爭執的焦點:126-127。
中國共产党早於1948年蘇南決裂時即對南斯拉夫加以譴責，斥其為「徹頭徹尾的修正主義」，即使南斯拉夫立即承認中華人民共和國建國後的合法性，但兩國一直到1955年才建立外交關係:86-87。匈牙利革命爆發後，中國亦支持蘇軍動武，並批評狄托於普拉的演說。兩國在1958至1968年期間的關係最為惡劣，相互斷絕了黨國兩方面的關係:86-87，一直到中蘇交惡才有了轉機。中國利用蘇聯入侵捷克時巴爾幹諸國的恐懼心理，拉攏在第三世界中頗具聲望的南斯拉夫:86, 93、增加其國際上的影響力，兩國關係逐漸熱絡、不再相互批評與攻擊。1977年8月8日，狄托訪問北京，與中共中央主席兼國務院總理華國鋒會面，1978年8月14日，華國鋒亦訪問南斯拉夫:94-95。中國與南斯拉夫交好也直接影響了它與阿爾巴尼亞的關係，前者於1978年7月14日照會阿爾巴尼亞駐北京大使，告知將召回所有技術、經濟和軍事顧問，並停止相關的一切援助，中阿關係正式決裂:94-95。

### 西方資本主義國家

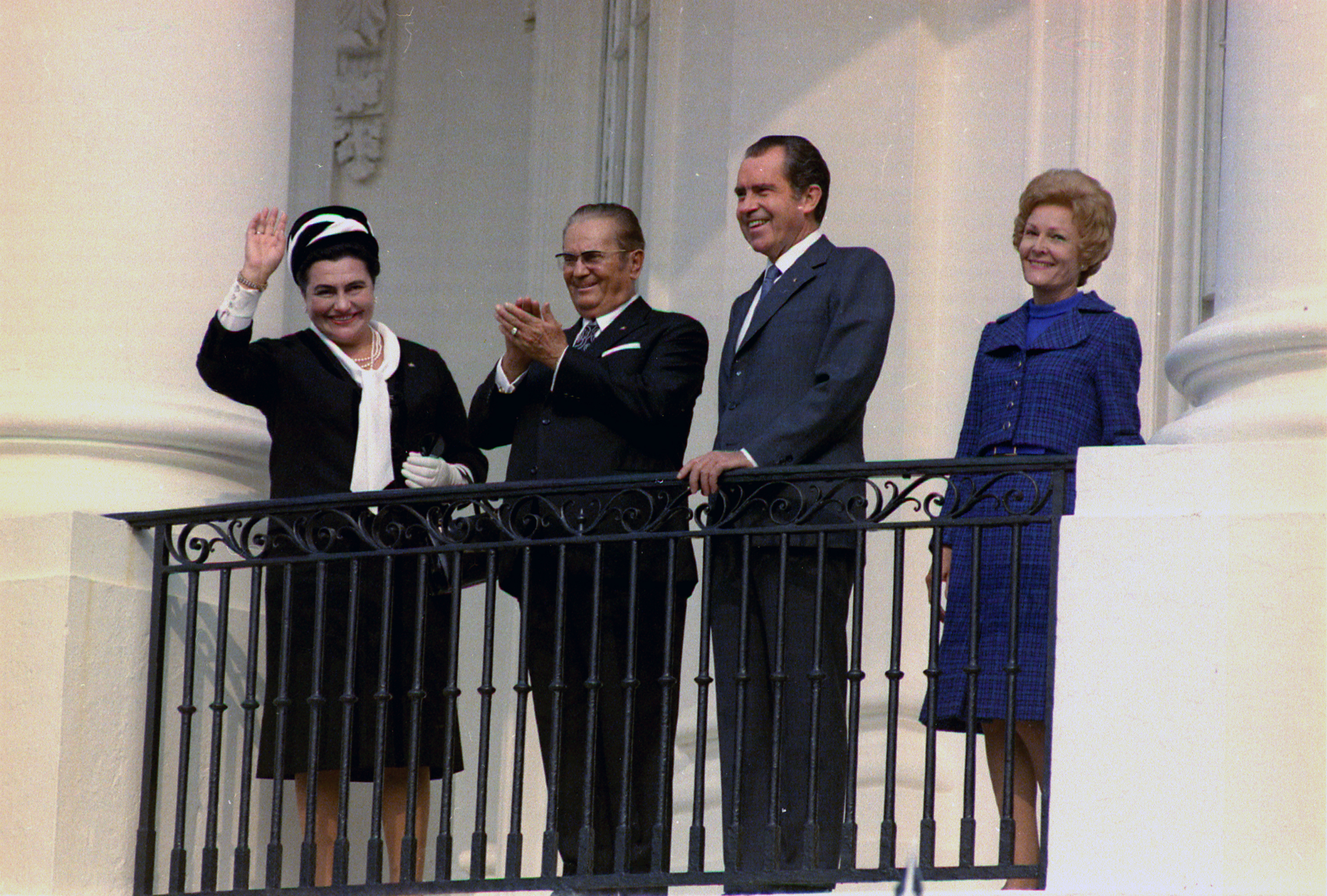
1971年，狄托夫婦與美國總統理查德·尼克松夫婦會於白宮。

南斯拉夫於蘇聯決裂後走向了西方國家，從波羅的海至黑海上的「鐵幕」因此產生了缺口，而西方資本主義国家的領導者─美國則為鼓勵其他國家如南斯拉夫脫離蘇聯控制，故向其投入大量金援，促成了南斯拉夫亦與西歐國家改善關係、加強貿易與吸取西方科技，1949年還加入了國際貨幣基金組織與世界銀行:125，南斯拉夫在50年代經濟最為艱困的時期，就是倚賴美國、英國、西德以及國際貨幣基金會的貸款所度過的:111，西方國家使得南斯拉夫工業獲得了快速發展的機會，經濟援助達兩億美元之鉅，一直到1967年截止，隨後又給南斯拉夫農產品予以優惠待遇:102。除了經濟上，南美兩國也在文化、教育等方面有所交流，1964年即陸續簽訂多項相關協定，南斯拉夫是當時唯一與美國簽訂此類協定的社会主义國家:103。1970年，美國總統理察·尼克森訪問南斯拉夫，為第一位訪問該國的美國總統:103，隔年狄托回訪美國，雙方亦發表聯合公報，宣示保障和平、獨立和相互尊重的原則:103。
雖說美國給予狄托大量援助，但南斯拉夫並未停止過國內的反美宣傳，諸如韓戰、中東戰爭和越戰等，美國被南斯拉夫的官宣描寫為「新殖民主義者」、「帝國主義者」:104，其大使勞倫斯·H·希伯曼因曾為一位出生於南斯拉夫、且在南斯拉夫犯罪的美國公民奔走，被南斯拉夫官方列為不受歡迎人物，不久後該人也被解除了職務。美國國務院顧問海爾穆特·索南菲爾德的「索南菲爾德主義」亦招惹南斯拉夫的不滿，其主張美蘇兩方規劃彼此的歐洲「責任區」，南斯拉夫稱其為「雅爾達會議之復活」，而美蘇雙方皆對此予以否認:104。南斯拉夫還有發表美國的經濟援助乃干涉其內政、影響其分離主義運動的看法，兩國亦對不結盟國家的看法不同，美國視其為社会主义國家勢力正聯合发展中國家與发达工业國家對抗，對美國形成威脅，而狄托則視美國這在破壞不結盟國家的團結:106。

### 不結盟運動

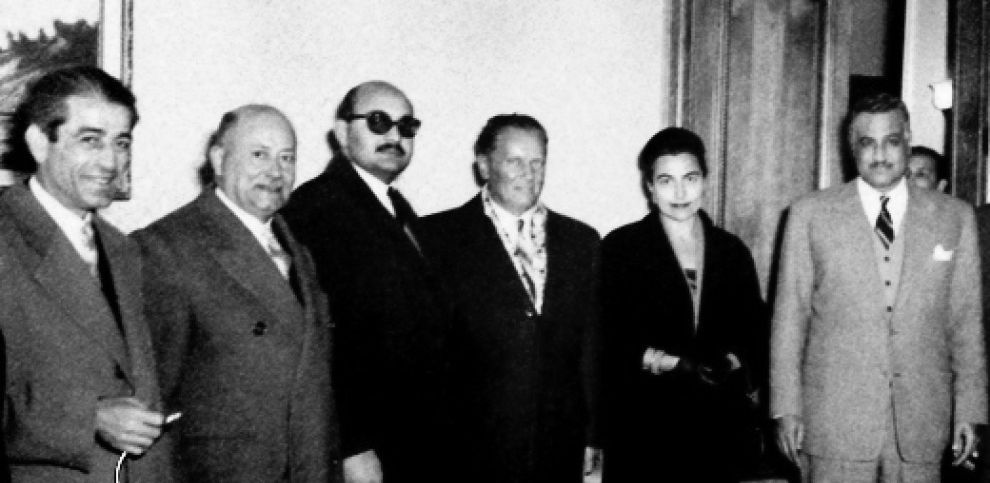
1959年，狄托與埃及總統贾迈勒·阿卜杜-纳赛尔

南共自從被共產黨情報局除名後，向西方靠攏，但1950年韓戰爆發後，南斯拉夫深憂自己捲入東西兩大陣營的交戰中，開始轉向其他小國尋求合作。首先，南斯拉夫先與鄰近的非社会主义國家—希臘與土耳其簽訂友好條約，而後與義大利和奧地利處理領土問題，改善和西方國家的關係，再來，提出「獨立於和兩大超級強權的意識形態與軍事關係、無關國家大小與強弱，各國關係一律平等、對於國際糾紛將避免以武力解決」等外交政策，積極拉攏第三世界國家:133。1956年，狄托邀請印度總理贾瓦哈拉尔·尼赫鲁和埃及總統贾迈勒·阿卜杜-纳赛尔於比奧尼舉行會議，商討將上述理念發展成一國際組織的構想，1960年狄托於南斯拉夫召開籌備會議，隔年又在貝爾格勒舉辦了不結盟組織的首次高峰會議，與會者除了南斯拉夫外，皆是自西方國家殖民地獨立的新興國家，其基本立場為反對西方國家、爭取政治上的獨立:134。
南斯拉夫在這段時間於國際上脫穎而出，狄托本人也連帶被稱作「不結盟運動之父」:134，在尼赫魯去世、纳赛尔失勢後更成為了不結盟國家的領袖:549。此外，由於與大量不結盟國家的交往，南斯拉夫與許多自由經濟國家相接觸，進而促成了國內經濟與社會的自由化:135，如1967年1月1日，南斯拉夫成為首個允許所有外國人免簽證入境的社会主義國家。然而，南斯拉夫與第三世界國家在經濟上的往來並無顯著的成就，1958年南斯拉夫與不結盟國家之貿易額佔其外貿總額17%，至1969年只佔6.6%，到了1971年更是降到僅6%:176，相對地，南斯拉夫與歐洲共同市場的貿易額逐年增加:174。

## 經濟

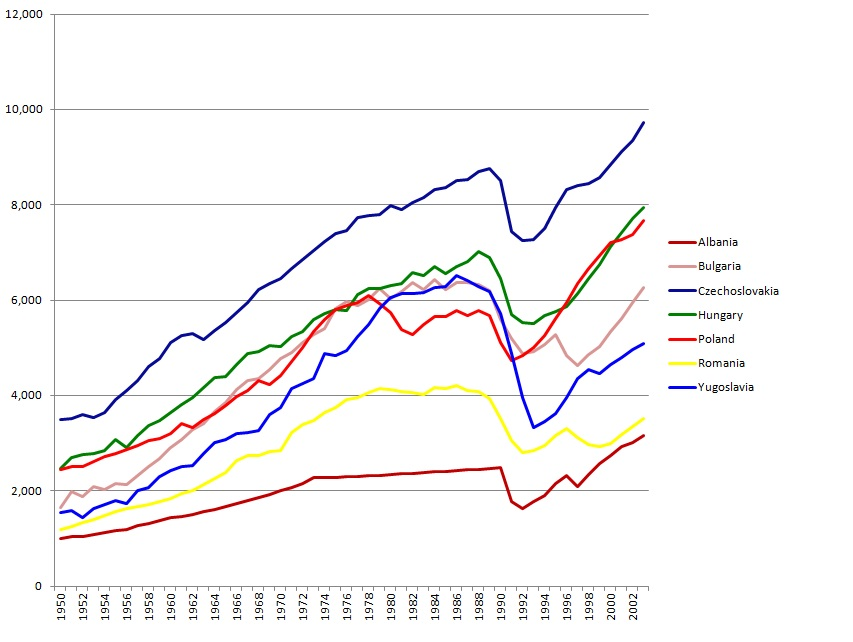
南斯拉夫與其他東歐國家的人均GDP成長比較圖。

二次大戰重創了南斯拉夫，該國人口一共死亡170萬人，佔戰前人口11%，死亡者平均年齡為22歲，包括9萬名熟練勞工和4萬名知識份子，另有大量基礎設施與產業受到毀滅性打擊:195-196。因為上述緣故，狄托乃採非常手段以恢復國民經濟為目標之政策。首先，南國仿造蘇聯模式，實行「第一次五年計劃」（1947–1952）、大量將生產資料收歸國有、無視農民的反抗來大規模推行集體農場:195-196。1948年蘇南決裂後，南國原倚賴蘇聯貸款、機器、原料與技術才能遂行的五年計劃完全被推翻，並遭到後者連同衛星國的經濟封鎖。此劇變令南斯拉夫國內爆發嚴重的經濟危機，南斯拉夫被蘇聯逐出共產情報局後，為反擊其攻擊言論、證明自己為忠實的馬列主義者，繼續加強計劃經濟和農業集體化:103，使得原有重視重工業、忽視輕工業與民生物資的問題逐漸放大，狄托因而曾說道：「儘管知道集體農場在蘇聯經過二十多年的試驗，情況仍然不妙，而我們卻還是走俄國人的這條老路，這真的是犯了一個大錯誤。」在此危機之下，英美兩國給予南斯拉夫大量貸款、生產器具與原料，令其生產得以繼續，維持其對外貿易和工業化:106-108。南斯拉夫領導人認清國家不適用蘇聯模式，但亦不願走資本主義之道路，因此吉拉斯、比查德和卡達爾等人研究新路線，其成果即「自主管理制度」:106-108。
南斯拉夫解釋其共產主義與蘇聯的不同，指責後者違背馬克思主義最終使「國家」與「政府」消逝的理想，反而政府官員缺乏負責精神、官僚主義盛行、運用國家資源謀求私利，使中央集權政府反而成為制約其經濟發展的力量。因此，為使國家經濟職能消逝，必須採取分權，令其權力緊縮至最低限度，實行方式即為工人自治與管理的作法，達到「社會共有」、由勞工自行經營的原則:526-527，國家才將成為人民之工具，而非人民為國家之工具。以此為基礎，1950年6月聯邦政府通過了《國家經濟企業與組織交付工人自治基本法》，開拓了企業自治的道路:22，1953年1月新憲法通過後又將此制度由工礦業延伸至所有部門，包括教育、醫療、文化等非營利機構中。企業僅需依照國家計畫規定的生產總比例，其他可自行設計其生產計畫、自由經營、自負盈虧，其收入僅需繳納給政府稅款，部份可允許企業自行用於擴大投資，鼓勵其提昇經營效率、改善產品素質、提高市場消費率、視市場情況決定產品種類與產量。至此階段，南斯拉夫已徹底脫離中央計劃式經濟，成為市場社會主義。50年代，南斯拉夫出口比例佔進口比例的62%，國民生產毛額成長率超過10%，於東歐國家中特別顯著:155，自1947年至1978年，南斯拉夫的社會產品每年平均增長6.2%、工業產量每年平均增長9%以上，為當時經濟發展最迅速的國家之一:220-221。1980年代時，更成為世界上第7大工業國。

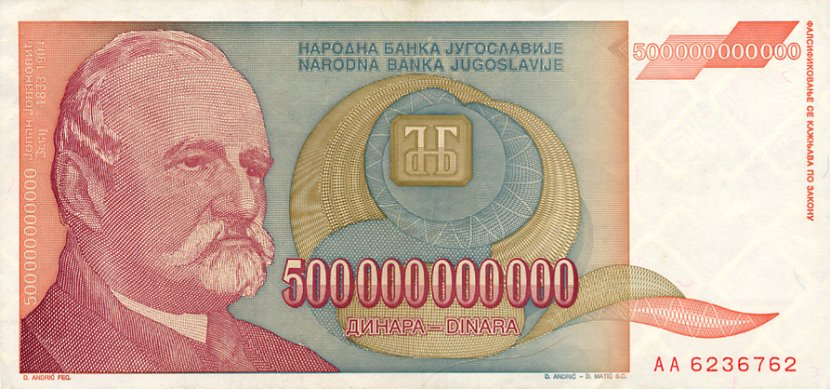
5,000億第納爾鈔票，為南國當時惡性通貨膨脹的象徵。

然而由於過度削弱國家扮演的「平衡總體經濟」的角色，又無類似的機關可擔任此職，長期累積下來的問題終究日益惡化，爆發後即難以收拾。南斯拉夫的自治制度本身也存在著缺陷，有流於表面化的傾向，經常為改革而改革:120。1970年代中後期，國際爆發能源危機，令南斯拉夫國民經濟比例失調和通貨膨脹。政府為鼓勵出口而將貨幣—「南斯拉夫第納爾」多次貶值，造成國內進口產品價格升高、相關企業成本增加、物價不斷上升:26，1980年全國通貨膨脹率為30.4%、1983年增為38.9%、1987年升至118%、1988年則高達250%，計算下來南斯拉夫人民在1980至1985年個人實際收入減少了35%，群眾因此紛紛走上街頭抗議，僅1988年就爆發了1,700次的罷工:26。政府亦因為權力的下放，造成在凍結物價和干涉市場的能力皆有限，南斯拉夫經濟發展較佳的斯洛維尼亞等聯邦，亦不願意提供提供資金協助開發南方的落後地區，視其為經濟的負擔，後者則認為前者壓榨它們，以便宜的價格換取其原料:137。資源分配不均使各區經濟條件與人民生活水準不齊，滋長了各地區的本位主義，導致無法建立統一的國內市場，甚至連鐵路、郵政、電信此類必須全國統一的行業都被封閉隔絕，各共和國經濟聯繫因而越趨薄弱、嚴重破壞了國家統一的物質基礎。對於經濟改革的問題，各共和國亦爭執不休，並升級成政治衝突、影響國家的穩定，最終成為分裂的原因:130-131。

## 交通運輸

### 航空

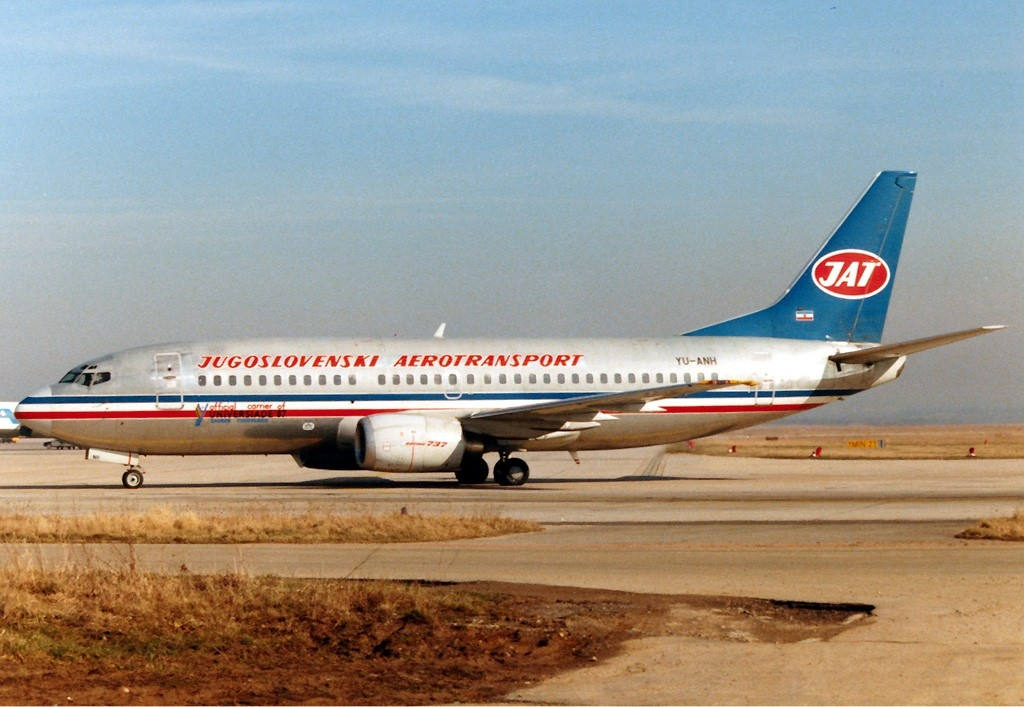
南斯拉夫航空公司的波音737-300。

南斯拉夫國內航空事業相當發達，貝爾格勒、札格雷布、斯普利特、杜布羅夫尼克和卢布尔雅那等城的機場規模最大，1988年時全國一共有184座機場，在1989年時南國國內外航線共有291條。在南國航空公司中最大規模者為國營航空公司—南斯拉夫航空公司（現為「塞爾維亞航空公司」），該公司於1985年購入了波音737-300飛機，為歐洲最早採購此機型的航空公司。南航於1980年代中期的年乘客量達到了500萬，同時也運營了80條的航線。

### 水運
海運方面，由於境內狄那里克阿尔卑斯山脉與亞得里亞海接壤，因而海濱地區地勢偏高、良港極少:215，為沿海航運的一大障礙，南國的主要港口有9個，其中最重要的克羅埃西亞的里耶卡（為南國第一大港，其總吞吐量占全國之半:781）、黑山的巴爾、斯普利特（駐有南國的海軍總司令部）與斯洛維尼亞的科佩尔，另外還有24個小型港口。1975年時海上航運量共有2,240萬噸:813，1988年時則有3,410萬噸，1990年時有270艘超過1,000總噸的商船，共達3,608,705總噸。南國內陸的水運也十分便利，1982年時國內航道有2,600公里長，主要為多瑙河與其支流，該河上最大的出口商埠為貝爾格勒:216，1975年時南國河川運輸量為23,600噸:813。

### 鐵路

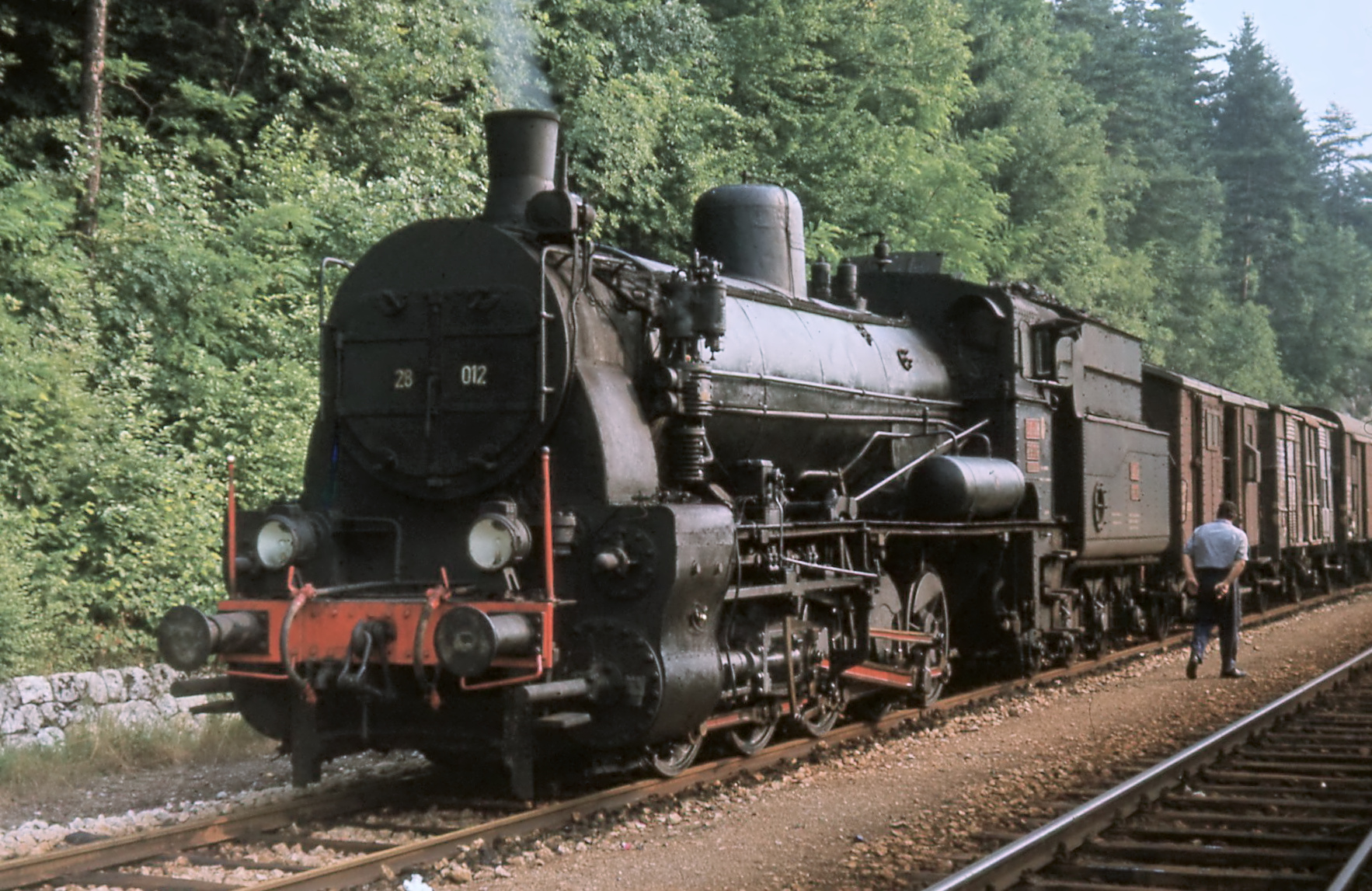
1971年8月，南斯拉夫鐵路波希涅線上的JŽ 28-012貨運列車。

南斯拉夫的所有鐵路均由國營企業「南斯拉夫鐵路」運營，其不僅連接了南斯拉夫國內各主要都市，貝爾格勒中央車站還有開往伊斯坦布爾等城市的國際列車。二次大戰剛結束時，南斯拉夫鐵路線十分混亂，有五種規格的軌距（0.60公尺、0.75公尺、0.76公尺、1公尺和1.435公尺），一直到1964年才進行大規模現代化工作。1970年，貝爾格勒-希德-萨格勒布一線開通，是為南斯拉夫第一條電氣化鐵路。1945-70年期間，南斯拉夫修建了2,200公里以上的鐵路，達鐵路總長度的四分之一:116。1975年時南斯拉夫鐵路共10,100公里長:813，至當年底時貨物運輸量達6,170萬噸，旅客運輸人數達12,560萬延人:813。1980年時，南斯拉夫有33.5%的鐵路實現電氣化，鐵路年旅客運送人數為10,700萬人，貨物運送量達8,500萬噸，其中26.8%是國際貨物:115。南斯拉夫鐵路遍及全國所有主要城市，其中自貝爾格勒北至奧地利和匈牙利、南及伊斯坦堡的這條路線，就是一次大戰前德意志帝國所主張建設的「三B鐵路」其中一段:227。大多數電力機車和內燃機車都購自意大利的安薩爾多、法國的阿爾斯通和瑞典通用電機公司，少數為南斯拉夫自行生產。

### 公路
1975年，南斯拉夫國內公路總長度達到100,300公里:813，但其中柏油路僅38,700公里，道路狀況頗為粗劣:813。在南斯拉夫公路中最為重要的是1950年修建的「兄弟情和統一」幹線公路，這條公路從南斯拉夫西北和奧地利的國境處出發，途徑盧布爾雅那、薩格勒布、貝爾格萊德和斯科普里，到達南斯拉夫東南部和希臘的國境處，縱貫南斯拉夫全國，後來部份路段被建為高速公路:122。南國在亞得里亞海沿岸修建了從扎達爾至鐵托格勒的公路，對南斯拉夫的觀光產業助益頗多:122。

## 社會

### 人口
南聯邦於1989年人口約有23,690,000，人口密度為每平方公里92.6人:161。平均壽命自二次大戰結束後大幅提高，上升了35年，根據1981年的調查，男性平均壽命為67.7歲，女性為73.2歲，出生率為1.51%、死亡率為0.96%:161。南斯拉夫人口於二次大戰剛結束時僅有1,500餘萬人，而到了1990年時成長至2,300萬人，增加了約50%。1961年至1981年，人口年增長率為0.95%，與當時已開發國家大致相同。全國人口增長率則按地區不同而差異極大，根據1986年的紀錄，較為發達的斯洛文尼亞和伏伊伏丁那人口年增長率為0.46%和0.87%，而同期較為落後的科索沃和馬其頓則為2.51%和1.53%，特別是科索沃，1950年至1983年南斯拉夫人口總增長只有39％的時候，科索沃的人口增長了約220％，還在1980年代時還成了南斯拉夫人口密度最高的區域，達每平方公里146人。南斯拉夫的勞動年齡人口的年均增長率為1.25％，在越落後的地區其比例即越高，而全國平均年齡為33.9歲，男性平均年齡為32.6歲，女性則35.1歲。1960年代中期，政府開始支持計劃生育的措施，以控制人口增長，並通過了墮胎法、加強現代避孕技術和性教育宣導。

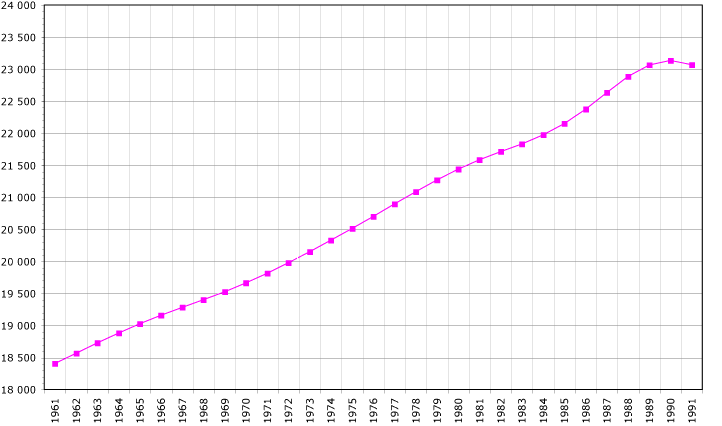
南斯拉夫1961～91年人口增长

在二次大戰剛結束時，南斯拉夫有不少人選擇移民到他國，包括戰爭期間與軸心國合作者（其中有不少人被同盟國遣返回來）以及因為反共意識形態而選擇離開南斯拉夫，據估計外移者約有數10萬人，另外還有將德國僑民驅逐出境。40年代裡，南斯拉夫政府進行國內移民，塞爾維亞、黑山和波黑等山區的平民大舉遷移到肥沃、原屬德裔居民的伏伊伏丁那土地。50年代中，南國進入快速工業化時期，開拓了第二次的移民潮，高達數十萬的低技術工人自鄉村遷移到都市，其中以斯洛文尼亞移入者最多，其他共和國移民大量移住使其從一個農業為主的共和國轉為南國唯一的現代工業化共和國，據統計，截至1990年為止，斯洛維尼亞曾有超過289,000人移入，並有約207,000人移出，移出者多前往西方國家或其他共和國謀生。據估計，因移民因素而使斯洛維尼亞實際上升了約14萬的人口。
國外移民方面，在1960年至1966年期間，約有38萬人從南斯拉夫移民到其他國家（主要是經濟因素），70年代中期，西歐國家的勞工需求極高，南斯拉夫許多人便前往作為臨時勞工謀生，最高峰時約有140萬人，之後此數逐漸下降，後於80年代為100萬人，40萬人返回了南斯拉夫。這些前往歐洲勞力市場的移民裡以塞爾維亞人最多，佔了37%，排名第二的是克羅埃西亞人，約有24%，但至80年代後反而是波黑人的數量持續上升。

### 民族

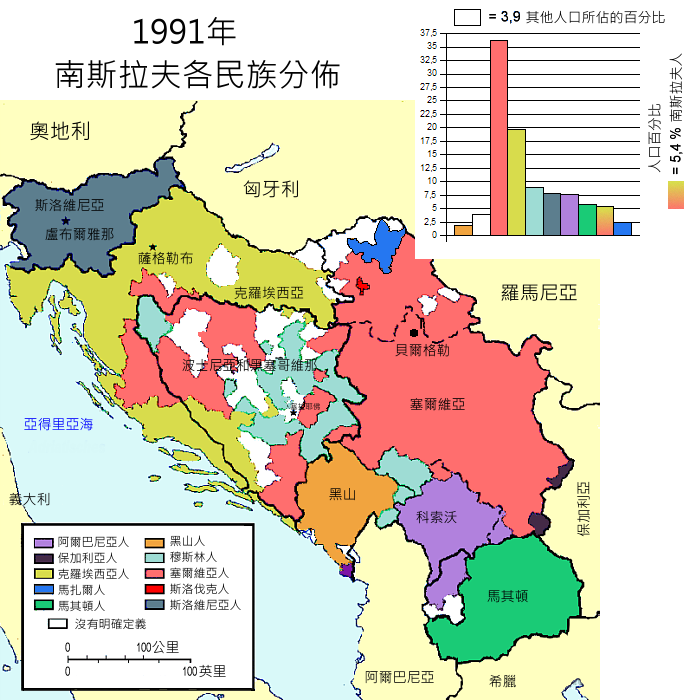
南斯拉夫各民族分佈圖。

1971年的南斯拉夫憲法將全國民族分為兩類：「主體民族」與「非主體民族」，前者指其各個加盟共和國的主要民族，分別為塞爾維亞人、克羅埃西亞人、阿爾巴尼亞人、斯洛維尼亞人、馬其頓人和黑山人，後者則為其他所有民族的統稱。根據1991年的統計，南斯拉夫最大的民族群體為塞爾維亞人，佔了全國人口36%，其次為克羅地亞人（20%）、穆斯林人（10%）、阿爾巴尼亞人（9%）、斯洛文尼亞人（8%）、馬其頓人（6%）、南斯拉夫人（2%）、黑山人（2%）和匈牙利人（2%）。
南斯拉夫民族中有著「穆斯林人」和「南斯拉夫人」兩種特殊的民族，在聯邦立國初期並未有「穆斯林人」的類別，也沒有「波士尼亞人」這樣的稱呼，「波士尼亞」僅作國籍而非民族:33-34，這些人僅能自稱塞爾維亞人或克羅埃西亞人:33-34，他們到了1963年才有了新的稱呼：「穆斯林民族單位」，而到了1973年時才出現了「穆斯林人」此一稱呼，同時政府也承認其為第六個主體民族，而波赫共和國脫離了南斯拉夫後，穆斯林人方改稱「波士尼亞克人」，為非信仰回教的波士尼亞人所接受:33-34。南斯拉夫人則為南國內自稱屬南斯拉夫，而非任何單一民族的群眾，或可說是對國家的認同超越種族意識的群體，與亞歷山大國王提出的「超民族」群體概念頗為相似，而與狄托「兄弟情與統一」政治口號，要求各民族平等、行動一致的理念有所區別，狄托此一口號也使那些自認為南斯拉夫人的群眾感到失望:115。1970年代初，全國只有約2%的人登記為南斯拉夫人:194，在狄托的葬禮剛結束的1981年，自稱為南斯拉夫人的人數達到前所未有的高，共1,216,463人，為當時總人口數的5%。
南斯拉夫自1918年成立後過了70多年，儘管人口上升了約70%，除了二次大戰造成日耳曼人、猶太人、匈牙利人人數下降、阿爾巴尼亞人增加較多外，其整體民族構成並未有什麼變化。南斯拉夫六個共和國與其兩個自治省民族多樣性甚大，除了塞爾維亞、斯洛維尼亞（1948年時，全國有98%的斯國人居住於斯國，而到了1981年則有90%）和黑山（全國70%的黑山人居住於黑山共和國內）屬於民族單一之共和國外，其餘共和國國內皆有相當數量的少數民族，約有40%（850萬人）塞爾維亞人居住在塞國外（主要為克國和波士尼亞），另有克羅埃西亞20%的人口居住在克國外（主要為波士尼亞和佛伊弗迪納）。克羅埃西亞國內有著12%的塞爾維亞少數民族。馬其頓裡有大量的土耳其人、弗拉赫人和人數急劇增加的阿爾巴尼亞人。科索沃則主要為阿爾巴尼亞人、塞爾維亞人、黑山人和穆斯林人。另外波黑與佛伊弗迪納的民族多樣性最為複雜，前者有著塞爾維亞人（31%）、穆斯林人（44%）和克羅埃西亞人（17%），三者皆不具獨霸的地位，而後者則有塞爾維亞人（51%）、匈牙利人、克羅埃西亞人、羅馬尼亞人和盧森尼亞人等等。
另外值得一提的是，南斯拉夫有著相當龐大的吉普賽人群體，根據1981年一次官方的統計，南國共有168,099名吉普賽人，而非官方數據則統計為此數的五到六倍之多。

### 宗教

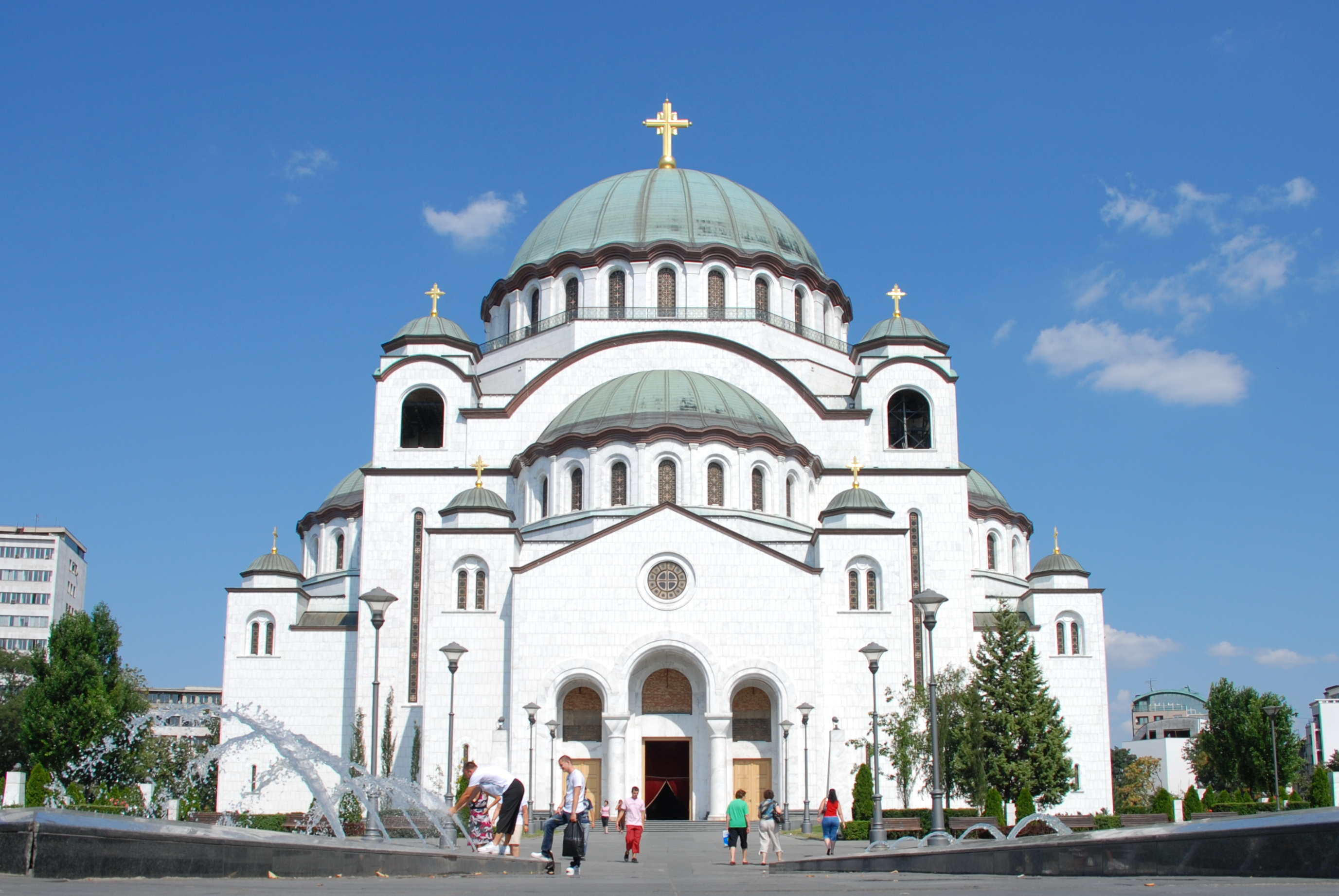
聖薩瓦教堂，於南聯邦時期完成的東正教教堂，是巴爾幹半島上最大、世界第二大東正教教堂。

南斯拉夫有著三種主要信仰，其與民族相連結，從信仰的不同可區分出族群。斯洛文尼亞人、克羅埃西亞人以及匈牙利人信仰天主教，波士尼亞人與阿爾巴尼亞人信仰伊斯蘭教，黑山人、塞爾維亞人及馬其頓人信仰東正教。除了上述三種主要宗教外，南國還存在著約40多種宗教團體，如猶太教、舊公教會、耶穌基督後期聖徒教會、国际奎师那知觉协会以及其他東方宗教，新教則有著耶和華見證會、福音教會、基督復臨安息日會和循道宗等教派與組織。
南联邦立國後，儘管憲法有保障了政教分離、每位國民擁有宗教信仰自由，但由於宗教與民族意識聯繫至深，對南共提倡的「民族團結」與忠誠於國家的理念構成威脅（另外二戰期間天主教教會曾和納粹與克羅埃西亞法西斯組織烏斯塔莎有不同程度的合作），故前者遂對教會組織進行報復與打壓，將教會建築與土地收歸國有，還對許多牧師進行政治指控、迫害、監禁和毆打。由於上述原因，1945年9月天主教主教聯合寫信向南斯拉夫當局抗議，但南斯拉夫政府的回應則是再起訴薩格勒布的樞機主教阿洛希斯·斯坦皮尼克和盧布爾雅那主教格瑞葛里·羅茲曼，使得梵蒂岡當局表示抗議，在1945年至50年代初期，南共與教會（尤其是天主教）的關係極為惡劣。蘇南決裂後，狄托為爭取西方國家的支持，才一改此類激進手段，南斯拉夫一般社會走向開放，許多神職人員都得到了赦免釋放，當局才與教會關係轉好。1958年，斯洛文尼亞和克羅埃西亞的主教首次被准許訪問教宗。1961年斯坦皮尼克去世後，南斯拉夫政府允許其以國葬待遇，標誌著南斯拉夫與羅馬教會的和解。1985年還允許在東正教教會於貝爾格勒繼續建造停工已久的「聖薩瓦教堂」，該建築物完成後成了巴爾幹半島上最大、世界第二大的東正教教堂。
南斯拉夫信教比率自王國時期至聯邦時期有明顯下降，根據1921和1948年的調查，信教人數達總人口的99%以上，而經過現代化、城市化和政府的宣傳影響，到了1964年僅有總人口70.3%的人有信教，其比例分佈不均，信教比例最高者為科索沃（91%），其次為穆斯林族（83.8%），最低者為斯洛文尼亞（65.4%）、塞爾維亞（63.7%）與克羅埃西亞（63.6%），據後來調查指出，80年代時期信教人數有所回升，特別是在年輕族群。1991年後爆發的南斯拉夫內戰本身雖不具宗教戰爭的程度，但百年來三種主要宗教信眾之間的仇恨也加劇了戰爭的殘酷性，也影響了他國對其民族的支持，如後來俄羅斯政治家與東正教會支持相同信仰的塞爾維亞人。

### 教育

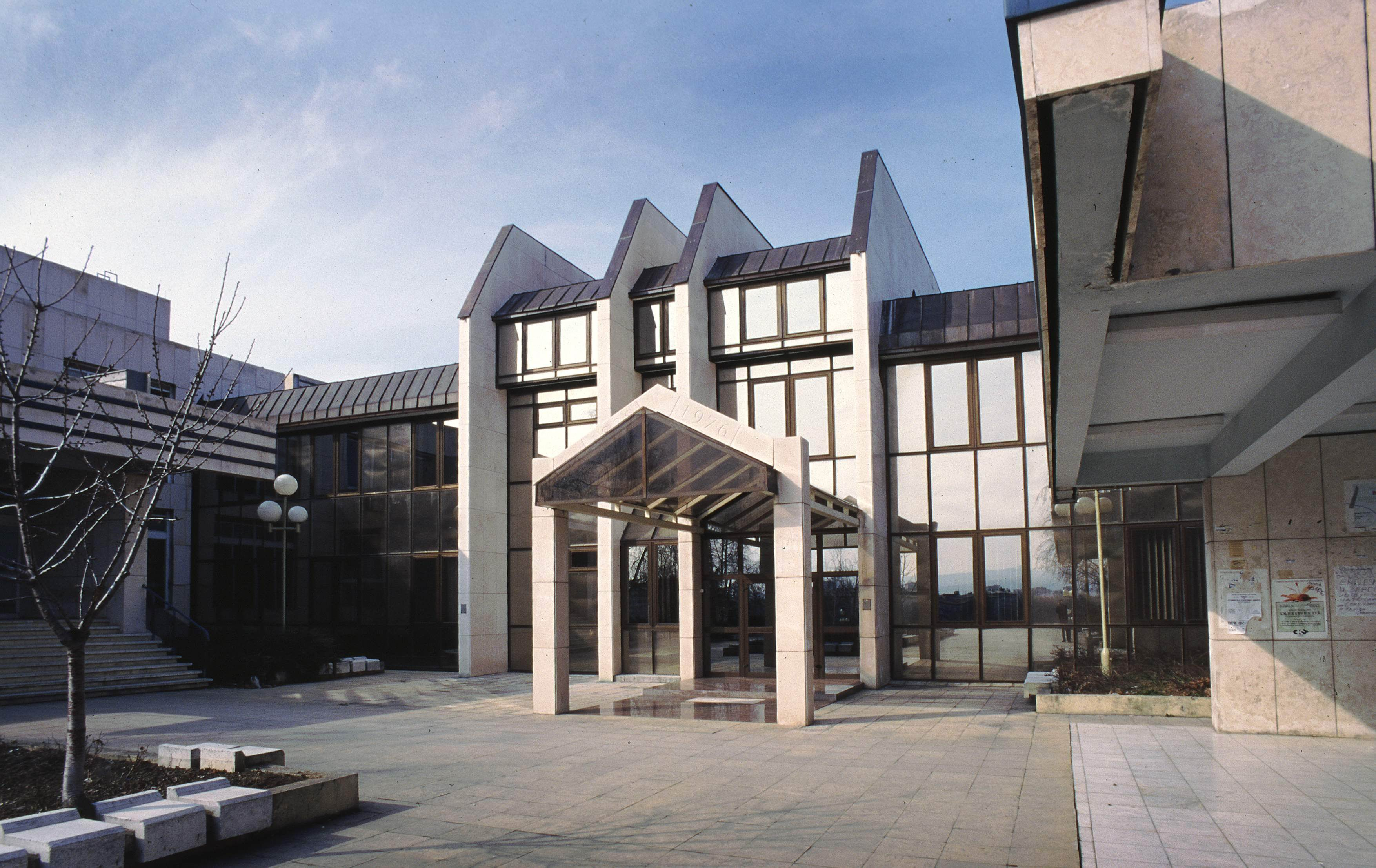
克拉古耶瓦茨大學，為1976年所建，位於塞爾維亞的克拉古耶瓦茨一市。

狄托統治下的南斯拉夫相當注重教育，為此投注了相當的金錢與努力，每年國民收入約4%被用於教育。南斯拉夫為聯邦制國家，因此教育事務由各共和國與自治省自行負責:9，但由於幾度憲法的修訂，各共和國的教育也受到中央的規定所影響。南斯拉夫教育建基於1958年的《教育通法》，將國內教育分作義務教育（osnovna skola）、中等教育（或又稱「二級教育」）和高等教育（相當於大學教育）:8。
義務教育的對象為7到15歲的兒童，於1958年時延長至8年，畢業獲得證書後，即可從其意願投入職場。然而，多數南斯拉夫年輕人選擇繼續進修。中等教育則如職校、技術學校、藝術學校、體育學校、師範學校、軍校等，學習更進一步的專業謀生技能，教育時間依各校性質有所不同，最短者如職校為3年，最長者如師範學校要5年，一般平均為4年的時間。高等教育則分作三類：高級學校（više škole）、高等學校（visoli škole）和軍事學院。高級學校一般提供中等教育到大專院校之間的教育水準，高等學校則提供完整的大學學院教育:13-14。
南斯拉夫教育普及度相當高，1945年到1981年，7到10歲的兒童在義務教育的入學率從40%上升至98.6%，同時教師數量也上升了5倍之多，師生比由1比59降至1比20。1984年時，90%以上的學生在完成義務教育後選擇繼續進修中等教育，高等教育學校也從1939年的26所上升到1987年的322所，同一時期學生也自20,000名增加到347,000名。
然而南斯拉夫政府也面臨許多教育問題，教育發展會因共和國不同而有所差異:6，舉例來說，原為奧匈帝國一部分的斯洛維尼亞和克羅埃西亞就有著較高的教育與文化水準，而科索沃與波赫就很低，特別是穆斯林族群:8。經濟問題也影響到教育方面，由於政府出現資金週轉問題，教育經費自1977年國民總收入的5.9%下降至1984年的3.5%，企業也抱怨年輕人花太多時間在職校，技能工作人才缺乏。1990年代時大學輟學率頗高，在學生也要花很長時間才能獲得學位，如花7年獲得一個4年制學位、5年完成一個2年期的專案。

### 語言

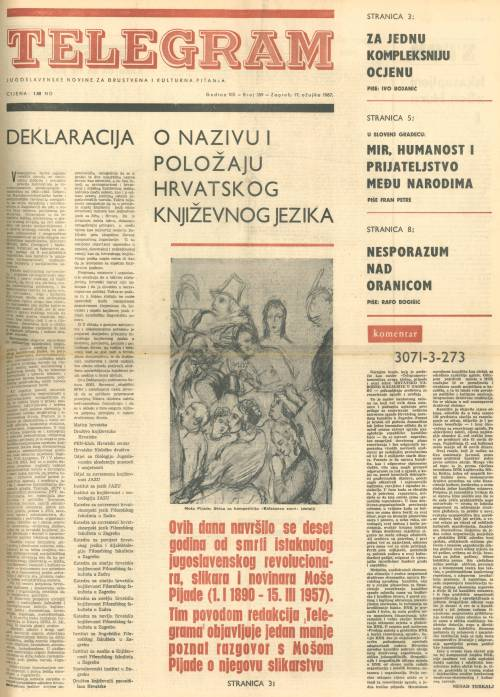
1963年7月發表於《電報》報紙上的《关于克罗地亚语言名称和地位的宣言》，克羅埃西亞以此宣言向中央政府表示其與塞爾維亞語的不同，反對《諾維薩德協定》。

南斯拉夫聯邦共和國主要有塞爾維亞-克羅埃西亞語、斯洛文尼亞語、馬其頓語三種官方語言。
塞爾維亞-克羅埃西亞語為克羅埃西亞、塞爾維亞以及波士尼亞三個共和國的官方語言，依其使用的人或地方而有不同的名稱，塞爾維亞人使用時將其稱作「塞爾維亞克羅埃西亞語」（Srpsko hrvatski），書寫上使用西里爾字母，若為克羅埃西亞人使用時，則將其稱為「克羅埃西亞塞爾維亞語」（Hrvatsko srpski），書寫使用拉丁字母。塞爾維亞語和克羅埃西亞語兩種語言除了使用字母之外極為相似，故早在第一次世界大戰前就有如塞爾維亞文學家約凡·史可力克宣揚促成語言上的統一，但此事一直受到戰爭與國內政治動盪所擱置，直到南聯邦立國後，統一語言的運動才重新開始。1954年12月，塞爾維亞與克羅埃西亞的語言學者於塞國諾維薩德商討，最終簽署了《諾維薩德協定》，宣示「塞爾維亞人、克羅地亞人和黑山人的民族語言是相同的，擁有埃化發音和伊耶化兩種發音、使用字母的地位相等」等，促成了語言上的統一，將克語和塞語統稱作「塞爾維亞-克羅埃西亞語」或「克羅埃西亞-塞爾維亞語」。
然而這道協議持續引來爭議，一些塞人和克人的文化機構認為兩種語言完全不同、堅持兩者語言的獨立性，對該語言持續進行著分化的行動，尋找兩種語言一些單字和文法的差別證明之。1967年，聯邦中央的諾維薩德出版局推出《塞爾維亞-克羅地亞語辭典》，其制定全國統一的發音標準，卻引來克罗地亚知識份子不滿，他們認為編撰者有將一些克國詞彙「塞語化」、為大塞爾維亞文化沙文主義的表現、企圖抹煞克罗地亚語言文化，故於1967年3月17日，克罗地亚130名著名知識份子聯合發表《关于克罗地亚语言名称和地位的宣言》:142-143，宣稱塞語與克語並非是「用兩種字母書寫、實質上為同一種語言」的主張，屬東方化與西方化語言之差別，要求中央政府與聯邦憲法承認其主張。此一宣言引起廣泛的爭議，還進而牽扯了塞克兩族的民族衝突，克族要求自己共和國裡只准使用克語，塞族則反擊表示克罗地亚國內的塞族應使用自己的語言，而中央政府則將兩方領導整肅處理，並在後來的1974年新憲法給予地方更大權力:142-143。新憲法的上路使得克國有權決定其官方語言，致使塞克兩族統一語言的努力倒退，最終化為烏有。
塞克兩族外的語言較無明顯的爭執，聯邦政府對於民族組成複雜的波士尼亞並無承認有所謂「波士尼亞人」的存在，連帶語言也不被認定具有單一性，僅管波黑由於歷史上曾受到奧斯曼帝國統治所影響，混有不少土耳其語彙（多為口語上，較少出現於正式文件中），但政府只承認其使用塞爾維亞-克羅埃西亞語，波黑本身也對於塞爾維亞-克羅埃西亞語的爭議並無塞克兩共和國強烈，較不關注，在教育上拉丁字母與西里爾字母也是完全平等地位、交互使用。至於斯洛文尼亞語使用拉丁字母，馬其頓語則為西里爾字母:34-35。除了上述三種主要語言外，聯邦也憲法保障了少數民族的語言，其中人數最龐大為阿爾巴尼亞語和匈牙利語使用者，另外還有義大利人、斯洛伐克人、羅馬尼亞人、保加利亞人、土耳其人和吉普賽人等少數民族皆有資格根據自身的語言進行教育和文化溝通:42-43。教育上，政府也開放給這些少數民族得以學習他們自己的母語，但條件是後者必須先學會三種官方語言其中一種。
在聯邦分裂的過程中，語言也隨民族認同有所改變，除了塞克兩族外，波士尼亞人也開始稱他們所使用的語言為波士尼亞語，而非以往的「塞爾維亞-克羅埃西亞語」。至於與塞爾維亞關係密切，將官方語言設為塞爾維亞語的蒙特內哥羅，也有部分人認為自己的語言應稱作「蒙特內哥羅語」。

## 文化

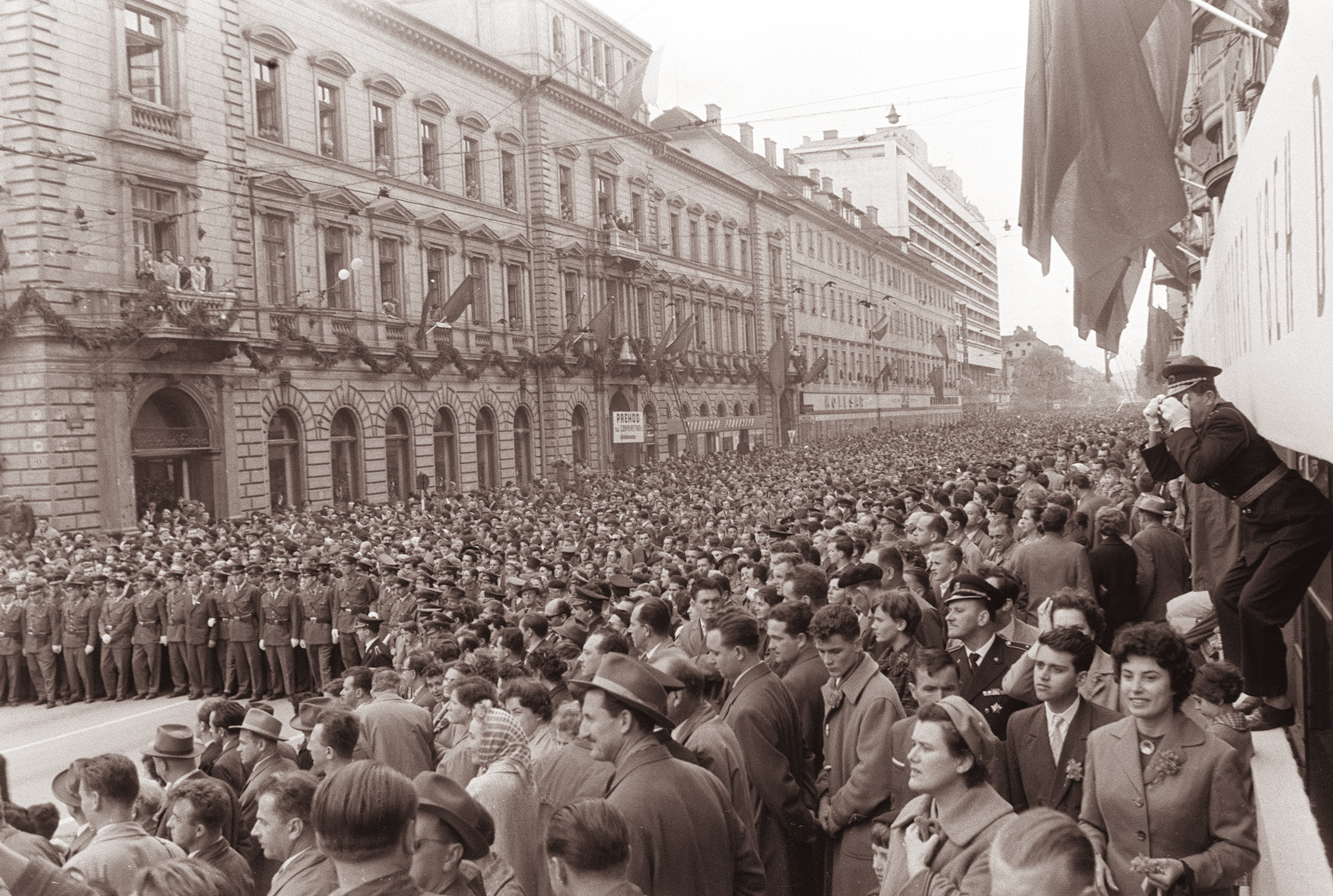
1961年卢布尔雅那街头南斯拉夫官方纪念劳动节活动

1990年代南斯拉夫崩潰之前，南斯拉夫曾是多元文化主義的社會。狄托在政治事務上把持著獨裁、打擊異己，但在文化方面相當開放。

### 電影
南斯拉夫的電影產業是在二次大戰期間發展起來的，由1943年起，南共創建拍攝反侵略戰爭的新聞紀錄片開始。1944年12月13日，狄托於政府內創設電影部門，1945年9月則收歸國有化，望透過集中管理以提昇其文化素質。這段期間裡，各共和國也設置了相關部門，包括札格雷布的加德朗製片廠、貝爾格勒的阿瓦拉製片廠、基諾特卡電影檔案館和電影學院、盧比安納的特里格拉夫製片廠等等。1947年5月，南國也有了第一部電影—《讚歌》，內容為游擊鬥爭的故事，由福傑克斯拉夫·阿福利克導演。
出身自南斯拉夫的演員包括達尼羅·巴塔·斯托科維奇、留巴·塔迪奇、法比安·索瓦戈維奇、拉德·舍博德兹加、米拉·福蘭與埃娜·貝戈維奇等。電影導演則有艾米爾·庫斯杜力卡、杜尚·馬卡維耶夫、戈蘭·馬克維奇與哈伊魯丁·克尔瓦瓦茨等人。南斯拉夫電影還邀請了外國的著名演員參與演出，獲得奧斯卡最佳外語片獎提名的《百萬雄師滿江紅》請來奧森·威爾斯、尤·伯連納，《蘇捷什卡戰役》請來理查德·伯頓演出。
此外，南斯拉夫亦開放給不少外國電影於國內拍攝，如哈里森·福特、勞勃·蕭和弗蘭科·尼羅等人主演的《納瓦隆第十突擊隊》、成龍主演的《龍兄虎弟》、艾倫·阿金、喬安娜·帕庫拉和魯格·豪爾主演的《逃離索比堡》等都在南斯拉夫國內拍攝。為迎合政府的民族政策，電影界直到1990年代都避免出現民族主義的內容。

### 音樂

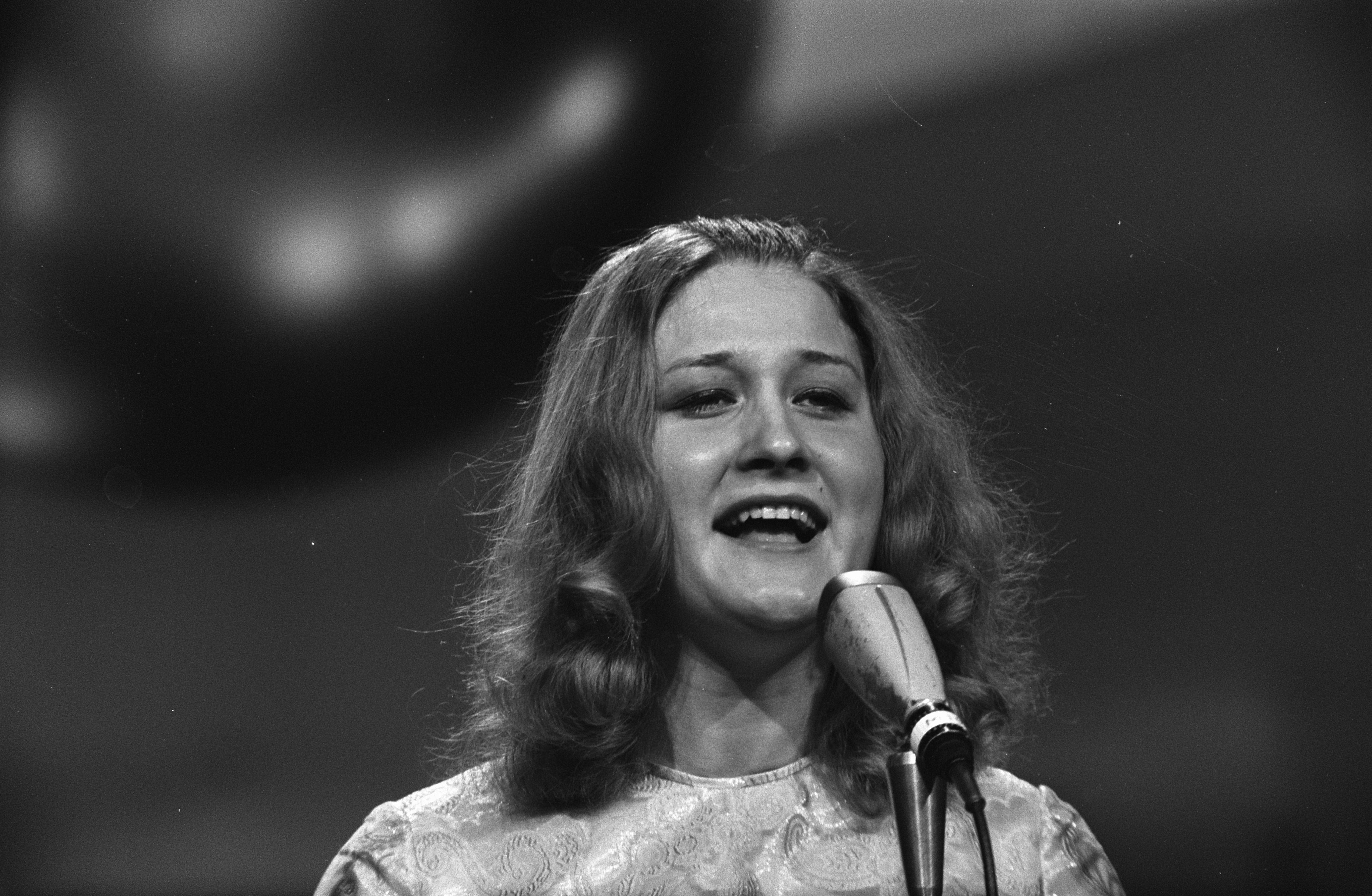
伊娃·薛爾森，於1970舉辦的歐洲歌唱大賽為南斯拉夫取得第11名。

南斯拉夫音樂文化相當繁盛，由於其位於東西兩大陣營之交集處，文化在兩方取得了相當的平衡，也有著相當的區域特色，如波士尼亞的「赛富达林卡」樂派即深受奧斯曼帝國統治後的東方文化影響。
40年代，南斯拉夫較為著名的音樂人為克羅埃西亞的伊弗·羅比克，該人於南联邦立國後大量作曲，發行了約100多部唱片，多為單曲和流行樂，代表作為《夜間的陌生客》的原唱，羅比克後走入國際獲得成功。另外還有多迪·馬爾揚諾維奇推出融合南斯拉夫風格的現代舞蹈，該人後來成了南國的超級巨星之一。南在50年代開始發展出真正的搖滾文化，這期間深受美國搖滾樂熱潮所影響（尤其是查克·贝里與巴迪·霍利），米勒·羅傑普爾即是被認為是最早出現的南斯拉夫搖滾歌手之一，許多年輕人開始玩起此類音樂，將其稱作「電音」（električari）。搖滾樂在70年代發展最盛，同時有著前衛搖滾、爵士搖滾、藝術搖滾、華麗搖滾、民謠搖滾、交響搖滾等多種風格，著名代表為波士尼亞裔克人塞爾傑克·貝貝克。80年代，南斯拉夫也同世界各地音樂文化，受到了「新浪潮」影響，音樂更具多樣性。
南斯拉夫國內還有多種音樂文化活動，如「杜布羅夫尼克夏季音樂節」、「斯普利特音樂節」和「斯特魯加詩歌之夜」等等，該國也是社會主義國家中唯一持續參加了歐洲歌唱大賽的國家，該國自1961年的法國坎城賽即開始參加，其他東歐國家一直到東歐剧变後1994年才陸續加入。

### 文學

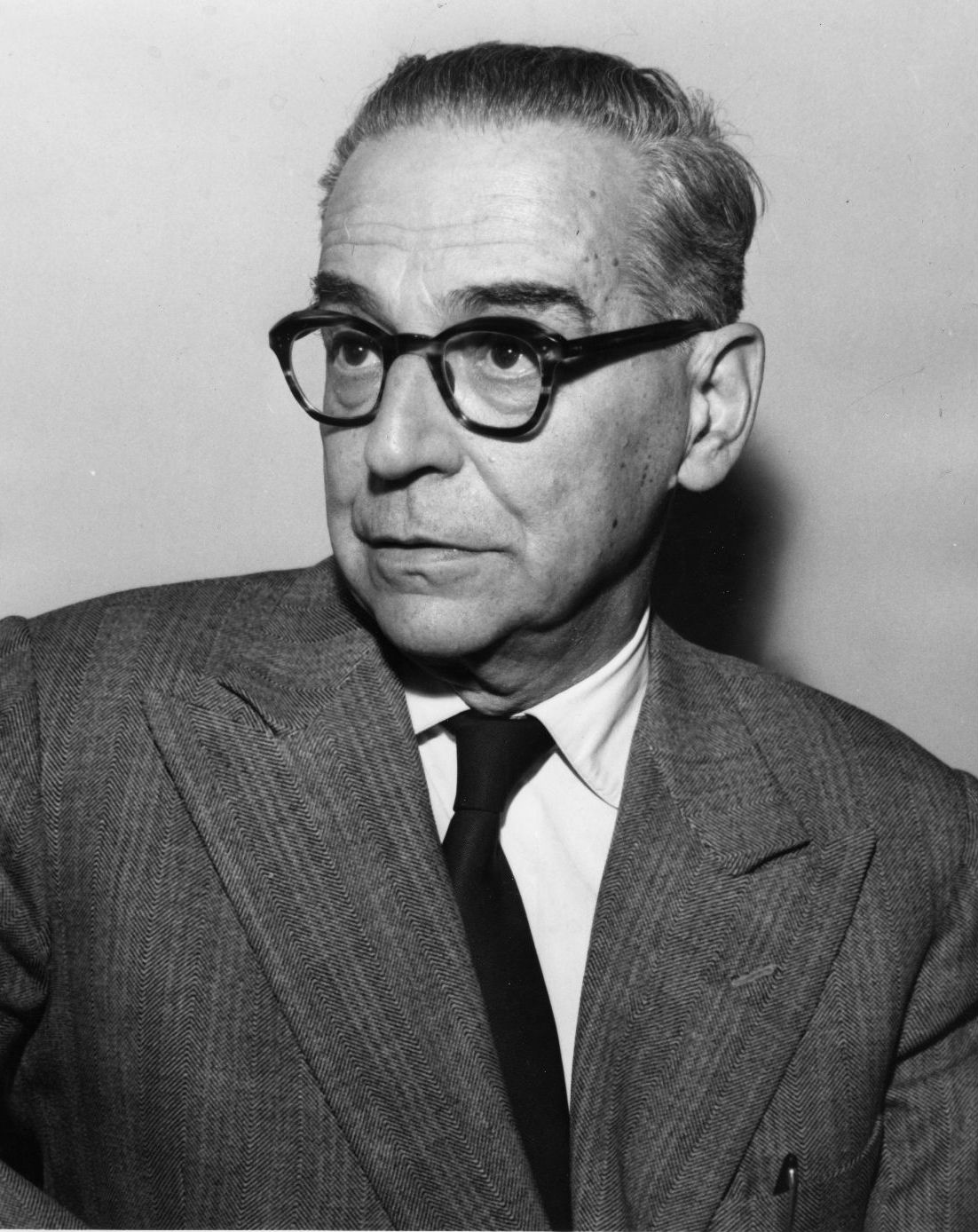
伊沃·安德里奇，獲得了1961年的諾貝爾文学獎。

南斯拉夫的文學自1945年解放至1990年代解體歷經了不同階段的發展，有著各自民族風格的色彩，不存在單純而籠統的「南斯拉夫文學」:431。立國之初，南斯拉夫主要以歌頌解放戰爭時期南斯拉夫人民的苦難和反應社會主義的作品，如詩人迪桑卡·馬克希莫維奇、古斯塔夫·科爾科萊茲以及原有的社會文學運動作家懷著對新社會主義社會的期待、創作了不少讚頌社會主義的作品，後者代表如約凡·波波維奇和希多米爾·敏德洛維奇、尤爾·卡斯戴拉和維西納·帕倫等。同時，馬其頓文學和阿爾巴尼亞文學在這時大力發展，走上了復興之路，特別是在科索沃、黑山和馬其頓的阿爾巴尼亞人長期以來受到異族的侵略統治，連使用自己語言文字寫作的權利都沒有，人民政權的成立使其得以使用阿爾巴尼亞文自行發展，著名的幾位作家如希伏齊·舒萊曼尼和希南·哈桑尼等:433。
南斯拉夫文學界也反應了該國的政治變化，當其自1948年被共產黨情報局除名後，長期在蘇聯文學界處支配地位的社会现实主义受到南斯拉夫文人的嚴厲批評和攻擊，從而成為南斯拉夫現代主義文學蔓延的契機:434，奧斯卡·達維科的小說代表了先鋒派，而斯丹尼斯拉夫·維納爾和米洛斯·希爾加斯基等人的作品則反應了南國文壇從表现主义文学轉化為超現實主義文學的歷程，加上其與西方國家接觸，亦造就了國內追隨後者現代派詩歌的詩人，如杜桑·馬帝奇、法斯科·波巴和馬太加·馬太夫斯基皆為此派代表:435。1956年前後，現代主義文學在南國立足腳跟後、穩固發展，轉為低調，不再與現實主義針鋒相對，開始互相承認其作品。到了1960年代，南斯拉夫文學界逐漸平靜下來，當代文學轉為平穩發展，青年作家和文學評論家追求深刻地詮釋和復興其傳統的民族文學，還產生一股魔幻與黑色幽默的風潮，這類作品尤以米歐德拉格·布拉多維奇和波拉·喬希斯的小說為代表:440。1961年，南斯拉夫小說家伊沃·安德里奇因著作—《德里納河上的橋》而獲得了諾貝爾文學獎，為巴爾幹各國第一位獲得此獎項的作家:448。1970至80年代，現實主義再度復甦，成為影響南國文壇的一大派別，現代派作家的作品也因此發生本質上的改變，波里斯拉夫·貝基奇的《如何令吸血鬼安靜》（Kako upokojiti Vampira）、米爾科·科瓦奇的《內臟之門》（Vrata od utrobe）皆為頗有影響力的作品:442。
總體來說，在南联邦約40餘年的存在時間裡，其文學可說由解放戰爭、反抗法西斯的鬥爭的題材為基礎所建立起來，其革命精神、英雄主義一直是歷久不衰的主題，不僅數量可觀、其質量亦有較高的藝術色彩，可謂為南國當代文學的精華:444。從本質來看，南斯拉夫文學同其外交政策，既不屬於西方資本主義文學，亦與蘇聯和東歐各國有所差別，缺乏社會主義國家作家具有的“主體思想”，各種流派皆在南斯拉夫文學界流行過一陣子，儘管最終看來仍是現實主藝文學最具影響力和最受南國讀者之歡迎:445。

### 體育

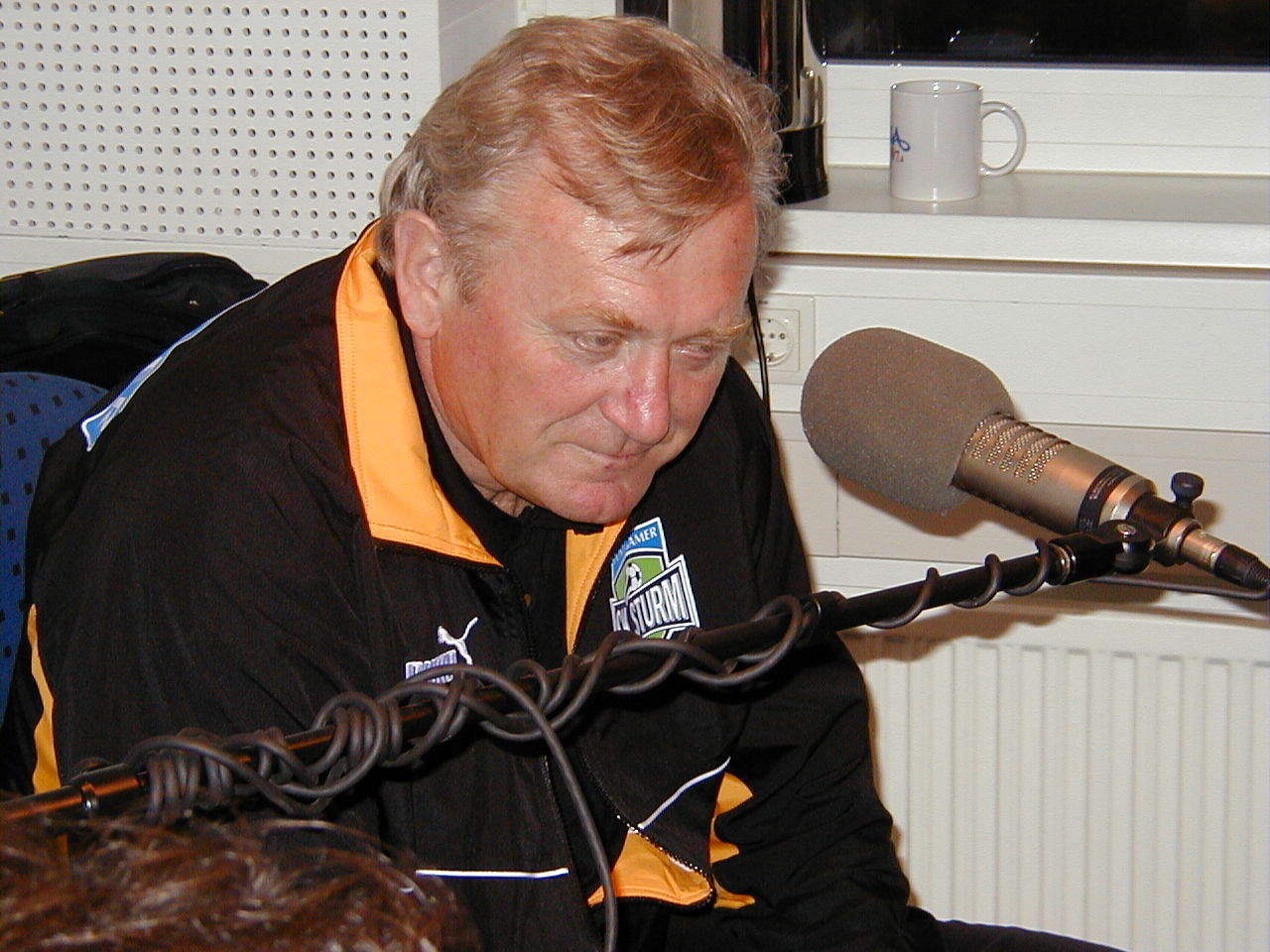
伊維卡·奧西姆，出身波赫的南斯拉夫足球教練，率領南斯拉夫隊參加洛杉磯奧運會，獲得銅牌。

南斯拉夫社會主義聯邦共和國在體育上擁有很強實力。足球是南斯拉夫最為興盛的體育運動。此外，南斯拉夫在體操、籃球、排球、手球和水球上也有很強的實力。南斯拉夫在奧運會上共獲得過23塊金牌、27塊銀牌和25塊銅牌。和其他東歐國家不同，南斯拉夫參加了1984年洛杉磯奧運會，這屆奧運也是南斯拉夫獲得獎牌最多的一屆奧運會。南斯拉夫在1984年于薩拉熱窩舉辦了冬季奧林匹克運動會，這也使得南斯拉夫成為繼蘇聯之後第二個舉辦奧運會的社會主義國家。
南斯拉夫足球重視技術和地面配合，有「東歐巴西」之稱
，是足球強國。南斯拉夫足球界相當重視教練培養，許多大學都設有足球教練課程，這也使得南斯拉夫不少足球教練都擁有碩士、博士學位。南斯拉夫也出了眾多知名足球教練，其中有許多在外國活躍，如維利博爾·米盧蒂諾維奇。1976年，南斯拉夫還舉辦了歐洲足球錦標賽，這是東歐國家首次舉辦大型足球賽事。貝爾格萊德紅星隊在1990-1991賽季獲得歐洲聯賽冠軍杯錦標，這是在1985-86賽季布加勒斯特星隊之後，第二次有東歐球隊獲得此榮譽。南斯拉夫國家隊獲得了1960年的「歐洲杯」和1968年的「歐洲足球錦標賽」的亞軍，還獲得了1978年的「歐洲U-21足球錦標賽」和1987年「世界青年足球錦標賽」的冠軍。1980年代後期，在伊維卡·奧西姆教練的指導下，南斯拉夫擁有德拉甘·斯托伊科維奇、德揚·薩維切維奇、羅伯特·普羅辛內茨基、茲沃尼米爾·博班、斯雷奇科·卡塔内茨、達爾科·潘采夫等眾多球星，在1990年的「意大利世界杯」上打入前八強，在四分之一決賽時和阿根廷對戰，一直堅持到點球大戰才分出勝負。然而這時南斯拉夫的民族和地區之間的對立已日益尖銳，南斯拉夫的解體也已經開始。1990年5月，在貝爾格萊德紅星和薩格勒布迪納摩的一場足球比賽中，塞爾維亞人球迷和克羅地亞人球迷之間發生了大規模暴動。南斯拉夫雖然通過了1991年之前舉行的1992年歐洲足球錦標賽的預選，但該年克羅地亞、斯洛文尼亞、馬其頓宣佈獨立。在大賽開始之前，1992年春天波黑也宣佈獨立，奧西姆爲了表示對南國內戰的不滿而辭去了教練職務。南斯拉夫也受到了聯合國的制裁，國家隊被禁止參加國際賽事。
南斯拉夫還是手球強國，南斯拉夫國家手球隊獲得過1986年的「世界男子手球錦標賽」的冠軍，在1970年和1974年獲得這項賽事的季軍、1982年獲得賽事的亞軍。南斯拉夫在水球上也有相當實力。南斯拉夫男子水球國家隊在奧運比賽上三次獲得金牌（1968年、1984年、1988年）、四次獲得銀牌（1952年、1956年、1964年、1980年）。在世界游泳錦標水球賽上獲得過兩次金牌（1986年、1991年）、兩次銅牌（1973年、1978年）、水球世界盃上兩次奪得金牌（1987年、1989年）、兩次奪得銀牌（1981年、1991年）、一次奪得銅牌（1979年）、歐洲水球錦標賽上的表現也很傑出，自南國1945年立國至1991年滅亡期間舉辦過的15場比賽中，僅有1947、1981和1983年三次的賽事沒有得牌，南國共保有1面金牌、7面銀牌和4面銅牌的戰績。

## 多元性
人們常這樣形容南斯拉夫社會主義聯邦共和國的多樣性：:7
- 七個鄰國（保加利亞、羅馬尼亞、意大利、希臘、奧地利、匈牙利、阿爾巴尼亞）
- 六個成員國（斯洛文尼亞、克羅地亞、塞爾維亞、波士尼亞與赫塞哥維納、馬其頓、黑山）
- 五個民族（斯洛文尼亞人、克羅地亞人、塞爾維亞人、波斯尼亞人/穆斯林人、馬其頓人）
- 四種語言（斯洛文尼亞語、克羅地亞語、塞爾維亞語、馬其頓語）
- 三種宗教（東正教、天主教、伊斯蘭教）
- 兩種文字（拉丁文字、西里爾文字）
- 一個聯邦（指的是南斯拉夫联邦社会主义共和国）

「五個民族」一般不包括普遍被視為塞爾維亞人的黑山人，以及分佈於科索沃的阿爾巴尼亞人、塞爾維亞北部伏伊伏丁那自治省的匈牙利人以及遍布國內各處的少數羅姆人等三個非斯拉夫民族。
「七個鄰國」在南斯拉夫內部有時會被稱作「七個不幸」，因「不幸」一詞在塞爾維亞-克羅地亞語中寫作「brigama」，正好是南斯拉夫各鄰國在塞爾維亞-克羅地亞語中的首字母（B-保加利亞、R-羅馬尼亞、I-意大利、G-希臘、A-奧地利、M-馬扎爾（匈牙利）、A-阿爾巴尼亞）。「一個聯邦國家」有些也為「一個鐵托」或「一個政黨」（南斯拉夫共產主義者聯盟）:7。